# Abzug (Waffe)

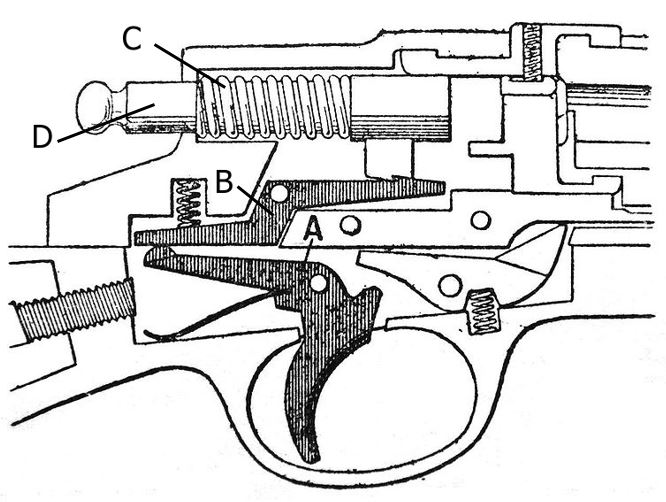
Abzug bei einem Geradezugverschluss

Der Abzug (englisch trigger) bezeichnet sowohl das zur Betätigung der Abzugsgruppe aus der Waffe ragende Abzugszüngel, als auch das gesamte Abzugssystem (Abzugsgruppe) – die Einrichtung an einer Schusswaffe, mit der die Fingerbewegung über eine Hebelmechanik den schussauslösenden Mechanismus der Waffe auslöst.

## Sprachgebrauch
Im Waffenwesen ist die Benennung Abzug mehrdeutig. Sowohl der Betätigungshebel – das Abzugszüngel – als auch die gesamte schussauslösende Baugruppe – das Abzugssystem oder technisch, die Abzugsgruppe – werden als Abzug bezeichnet.

## Geschichte

Armbrust, 16. Jh.

Bei frühen Schusswaffen, zum Beispiel der Armbrust, genügte als Abzug ein einfacher Hebelmechanismus, der die Sperrklinke für Bogensehne und Bolzen freigab und somit den Schuss auslöste. In der geschichtlichen Entwicklung von Schusswaffen wurde schon früh der Einfluss des Abzugs auf die Präzision der Treffgenauigkeit einer Waffe erkannt, was zur Entwicklung aufwändiger mechanischer Schlösser zum Spannen und Auslösen von Perkussionswaffen führte. Diese Schlösser hatten zum Teil schon eine sehr hohe Fertigungsgenauigkeit und erlaubten entsprechend präzise Schussabgaben. Mit der Entwicklung moderner Patronenmunition und der Entwicklung halb- und vollautomatischer Waffen wurde die Funktion der Schlösser auf den Verschluss und dessen Spannvorrichtung sowie den Abzug verteilt. Damit wurde konstruktionsbedingt für magazingeladene Waffen die Entwicklung von Abzugsgruppen notwendig. Der Charakter der früher verwendeten Schlösser wurde am längsten in Revolvern erhalten, da diese nicht über Verschluss und Magazin verfügen. Bei militärischen Handfeuerwaffen mit Abzugswahlhebel lässt sich der Abzug von einem vollautomatischen Feuermodus auf einen halbautomatischen wechseln, wobei der vollautomatische sequenziell auf drei bis fünf Schuss begrenzt sein kann. Neueste Waffenkonstruktionen verfügen über elektronische Abzüge verschiedener Auslegung, von der einfachen elektronischen Schussabgabe bis hin zur elektronischen Benutzerkennung mit Auslösesperre.

## Konstruktiv
Durch die lange Geschichte der Schusswaffen und die Vielzahl der Konstruktionen kann die Funktion eines Abzugs nur an einem ausgewählten Beispiel erklärt werden. Dies macht klar, dass es „den Abzug“ nicht gibt.
Die Beherrschung der nicht unerheblichen Einflüsse des Abzugs auf das Schussverhalten und somit auf die Präzision der gesamten Waffe wird als Abzugskontrolle bezeichnet. Eine durch den Schützen ausgeübte Abzugskontrolle bedingt aber einen präzise und sicher ausgeführten Abzug respektive eine Abzugsgruppe, in der alle Komponenten aufeinander abgestimmt sind. Es ist umstritten, welche Komponenten genau zur Abzugsgruppe zählen; vom Abzugszüngel bis zum Schlagbolzen, oder vom Abzugszüngel bis zum Schlagstück, mit oder ohne Schlagfeder. Jeder Konstrukteur oder Hersteller von Waffen hat in dieser Frage seine eigene Sichtweise.
Die Abbildung zeigt die Komponenten einer Abzugsgruppe bis zum Schlagstück am Beispiel der weit verbreiteten Colt 1911 (Pistol cal .45 M1911A1), auch bekannt als Colt Government Model. Die vorangestellten Zahlen im Text entsprechen den Nummern in der Abbildung.

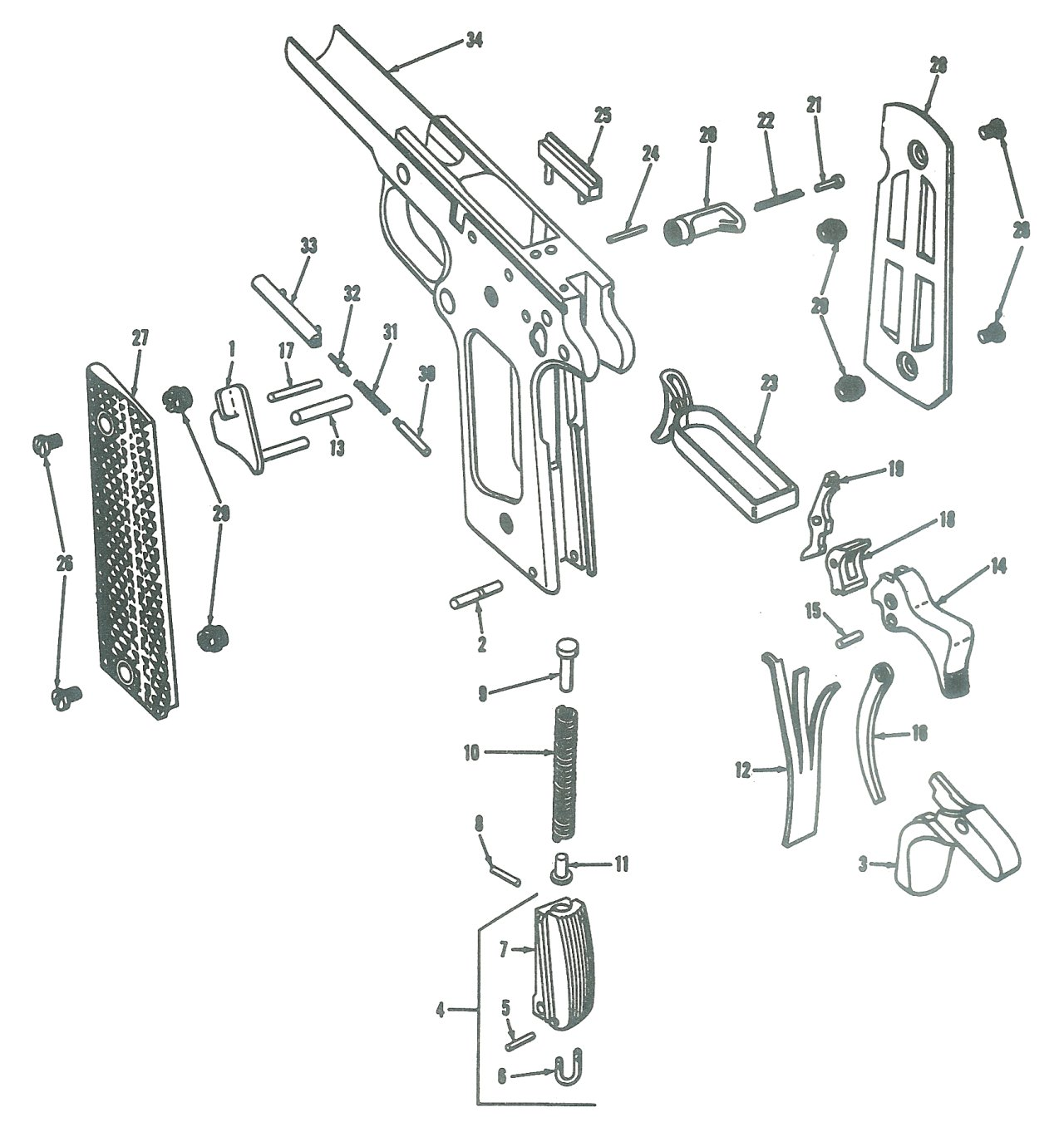
Der Abzug (Nr. 23) bei der Colt Government M1911A1

Grundkomponenten
23  Abzugszüngel (Trigger) mit dem sogenannten Steigbügel, der hier als Abzugsschubstange fungiert.
19  Unterbrecher (Disconnector), der eine Freigabe des Hammers bei nicht erfolgter Verriegelung verhindert.
18  Hahnrast (Sear), die mittels Unterbrecher das Schlagstück (Hammer) in seiner hinteren (gespannten) Position arretiert.
14  Schlagstück/Hahn (Hammer), der die Energie der gespannten Schlagfeder und seiner eigenen Masse über weitere Komponenten im Verschluss auf den Schlagbolzen überträgt.
Erweiterte Komponenten
15  Schlagstück/Hahn Stift (Pin, Hammer Strut), der das Schlagstück mit dem Schlagstücksporn verbindet.
16  Schlagstück/Hahn Sporn (Hammer Strut), zur Übertragung der Schlagfederenergie auf das Schlagstück.
12  Hahnrast-Feder (Spring, Sear), zur Repositionierung der Hahnrast.
09  Federkappe (Cap, Main Spring), zur Abstützung des Schlagstück-Sporns.
10  Schlagfeder (Main Spring), Energiespeicher für die Schussauslösung.
11  Federlagereinsatz, unteres Federlager.
Sicherungskomponenten
01  Sicherungsflügel (Safety, Thumb). Die mit dem Daumen betätigte Sicherung verhindert das Durchdrücken des Abzugszüngels durch Sperren des Steigbügels (Abzugsschubstange) und blockiert zugleich den Verschluss.
03  Die Griffsicherung (Safety, Grip), verhindert das versehentliche Auslösen eines Schusses bei nicht in der Hand gehaltenen Waffe durch Sperren der Hahnrast.
– Zusätzlich besteht die Möglichkeit, die geladene Waffe mit Hilfe der sogenannten Halbstellungsraste des Hahns (Half Cock), einer weiteren Arretierungsmöglichkeit des Schlagstücks bei halb abgespannter Waffe, gegen eine versehentliche Betätigung des Abzuges zu sichern. Sie verhindert auch die Schussauslösung, sollte beim Spannen des Hahns dieser ausrutschen.
– Eine weitere, nicht abgebildete Sicherung bildet das Trennstück (Disconnector), indem eine Schussabgabe auch bei nur leicht geöffnetem Verschluss nicht möglich ist.
Andere Schusswaffen verfügen über ähnliche oder völlig abweichende Abzugssysteme und Abzugskomponenten. Im Sportwaffenbereich lassen sich beispielsweise einige dieser Komponenten individuell beeinflussen und auf die individuellen Bedürfnisse der Schützen einstellen.

## Bedienelement für Schussauslösung
Der Abzug bzw. Drücker ist das eigentliche Bedienelement für die Schussauslösung. Der Abzug bei kleinen Schusswaffen und Handfeuerwaffen wird in der Regel mit dem Zeigefinger bedient; bei schwereren militärischen Waffen kommt auch der Daumenabzug zum Einsatz, beispielsweise bei schweren Maschinengewehren, Kanonen oder Maschinenkanonen. Die Mehrheit der Handfeuerwaffen verfügt über einen drehgelagerten Abzug (Abzugszüngel). Manche Handwaffen z. B. Colt M1911 oder Tokarew TT-33 sind mit einem lineargeführten Abzug ausgestattet. Der Daumenabzug (wegen der Form oft Schmetterlingsabzug genannt) ist zwischen zwei Haltegriffen zu finden. Es gibt auch einfache Hebelabzüge, zum Beispiel bei Kanonen, die zurückgezogen und einfach losgelassen werden, um den Schuss abzugeben. Bei modernen schultergestützten kleinen Raketenwerfern wird nur noch ein elektrischer Schalter betätigt. Die möglichen Bauweisen sind also sicher so vielfältig wie die Abzugskonstruktionen selbst.
Um eine Handfeuerwaffe einfacher in einer Tasche eines Kleidungsstücks führen zu können, wird gelegentlich ein Faltabzug verwendet. Zum Verstauen wird der Abzug vom Griff weggeklappt. Einen Abzugsbügel gibt es bei dieser Konstruktion nicht. Ebenfalls für Taschenpistolen war der Ringabzug gedacht.
Beim schweizerischen Sturmgewehr 57 kann ein neben dem Abzug abklappbarer Abzugsbügel (Winterabzug), der über den Abzugsbügel herausragt, zum Schießen mit Fausthandschuhen verwendet werden. Außerdem wird er beim Einsatz von Gewehrgranaten bei nicht abgestützter Waffe verwendet, um durch den starken Rückstoß verursachte Handverletzungen zu vermeiden. Da beim abgeklappten Winterabzug die Gefahr einer ungewollten Schussauslösung besteht, ist er erst unmittelbar vor der Schussabgabe herunterzuklappen und nach dem Schuss einzuschwenken.
Bei Waffen mit Spornabzug ist dieser in einer hornförmigen Auskragung unten am Rahmen eingesetzt und durch diese geschützt. Revolver mit Spornabzug können nur als „Singleaction“-Waffe geschossen werden.
Um den Abzugsweg zu verkürzen, wird bei einigen Waffen ein Triggerstop verwendet.
Bei Geschützen erfolgt die Auslösung in der Regel über eine Abzugsleine.

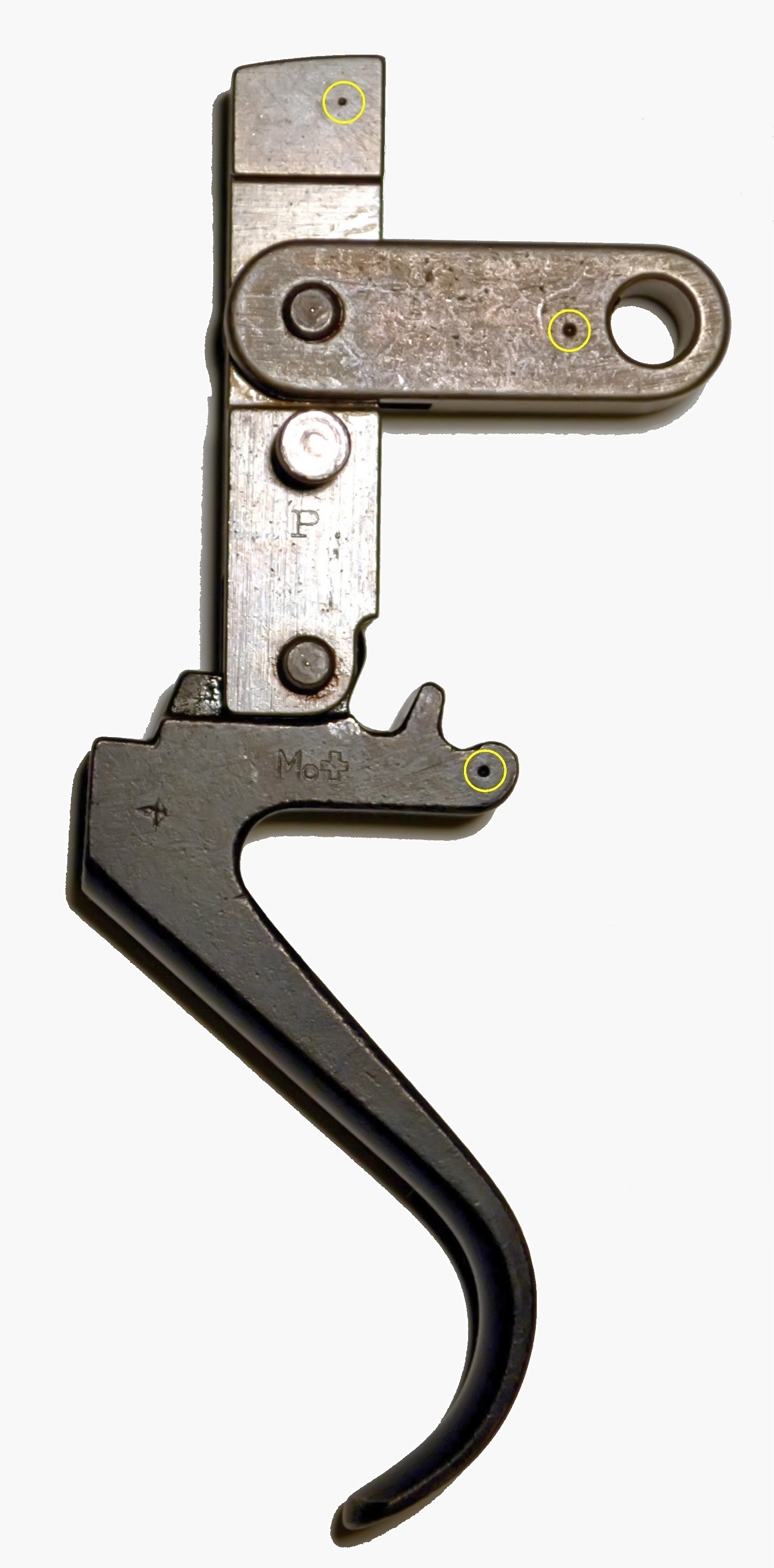
Drehgelagerter Abzug, Karabiner 31
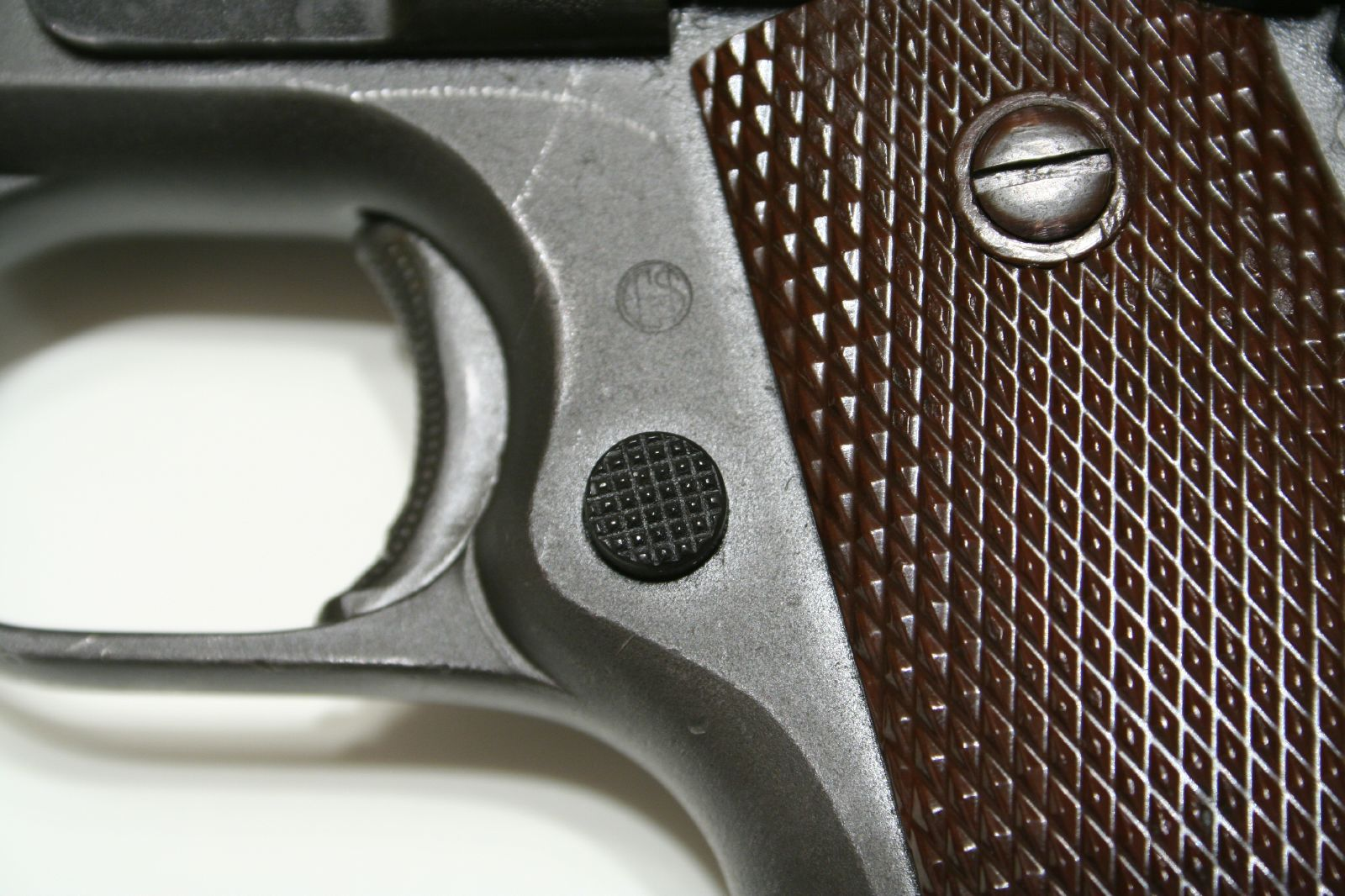
Lineargeführter Abzug, Colt M1911
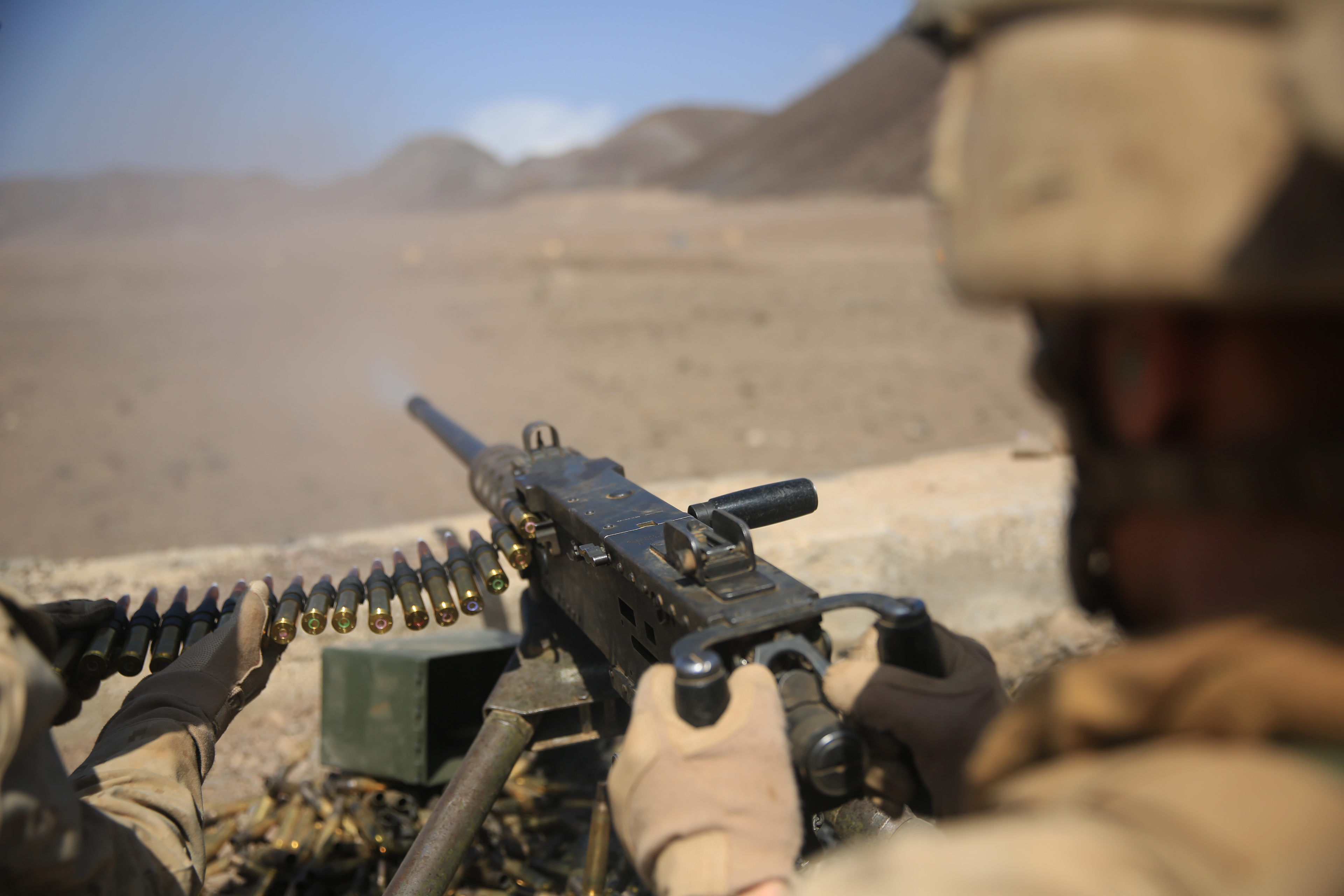
Schmetterlingsabzug, Browning M2
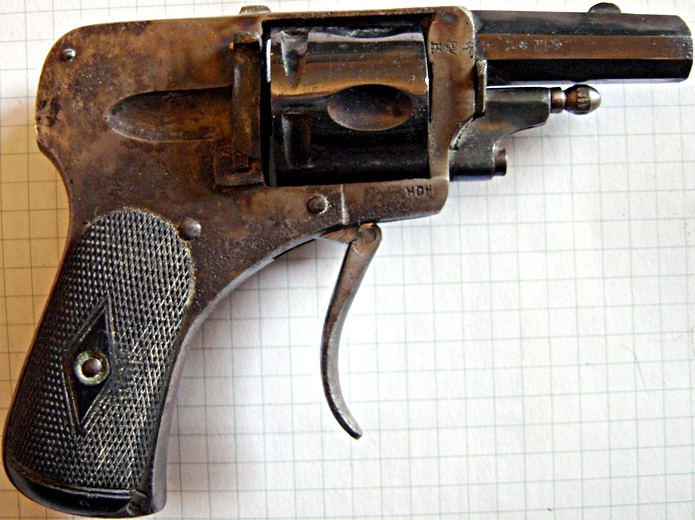
Revolver mit Faltabzug
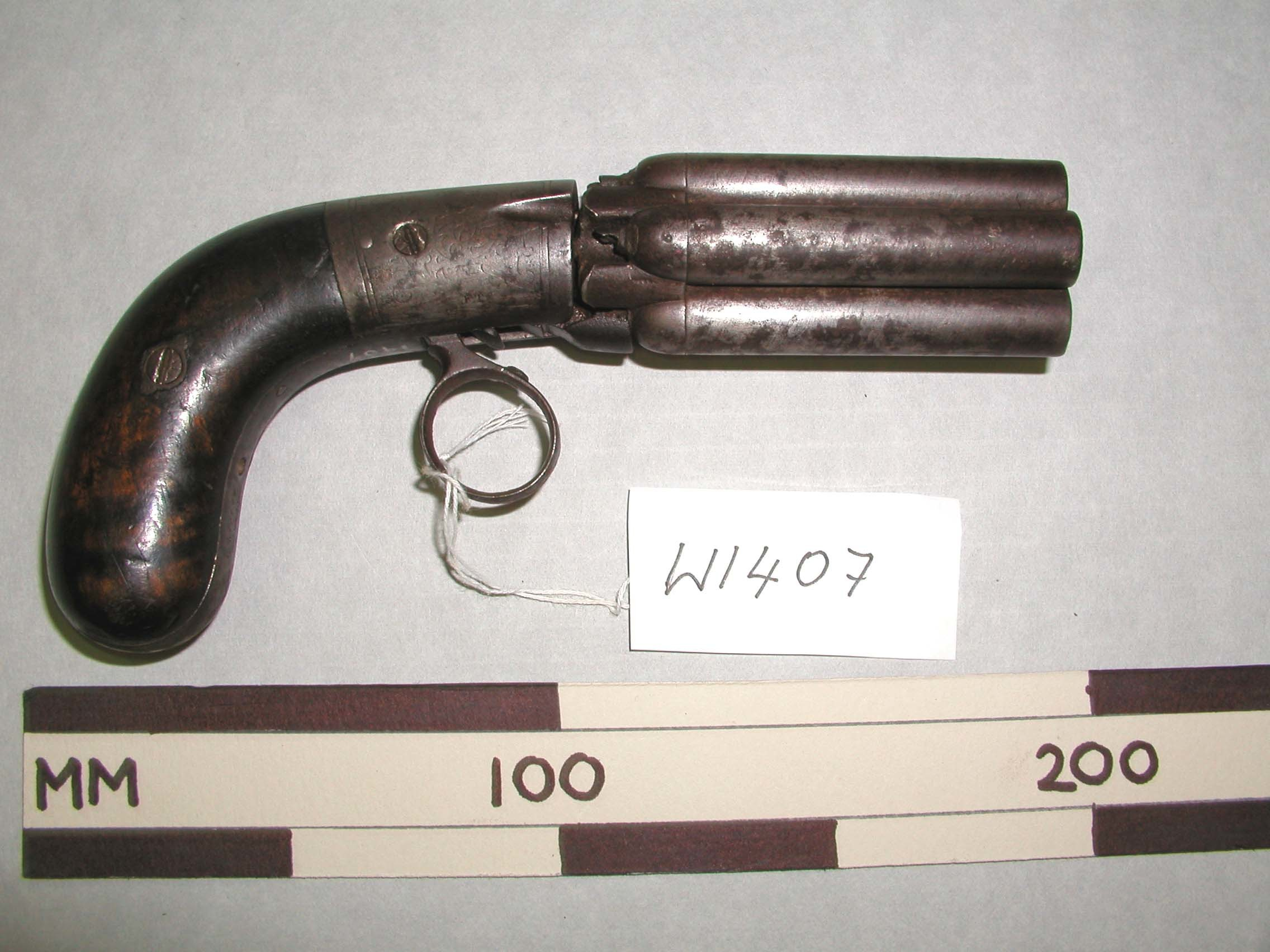
Bündelrevolver mit Ringabzug
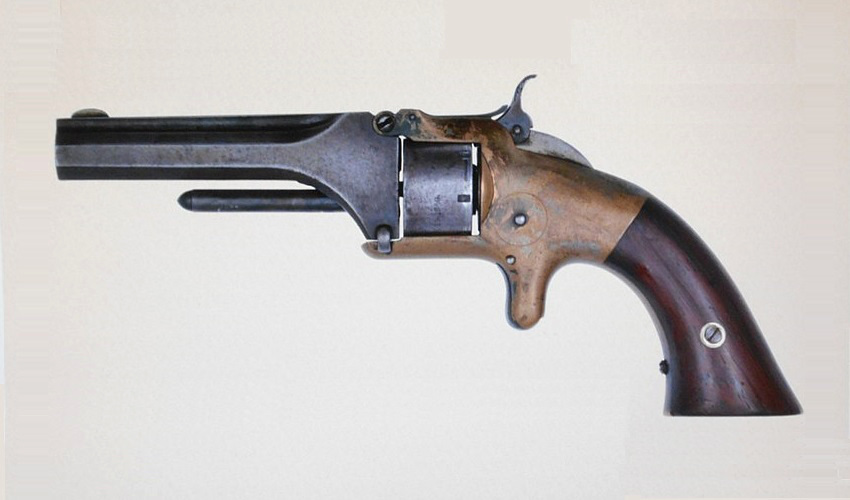
Früher Smith & Wesson-Revolver mit Spornabzug
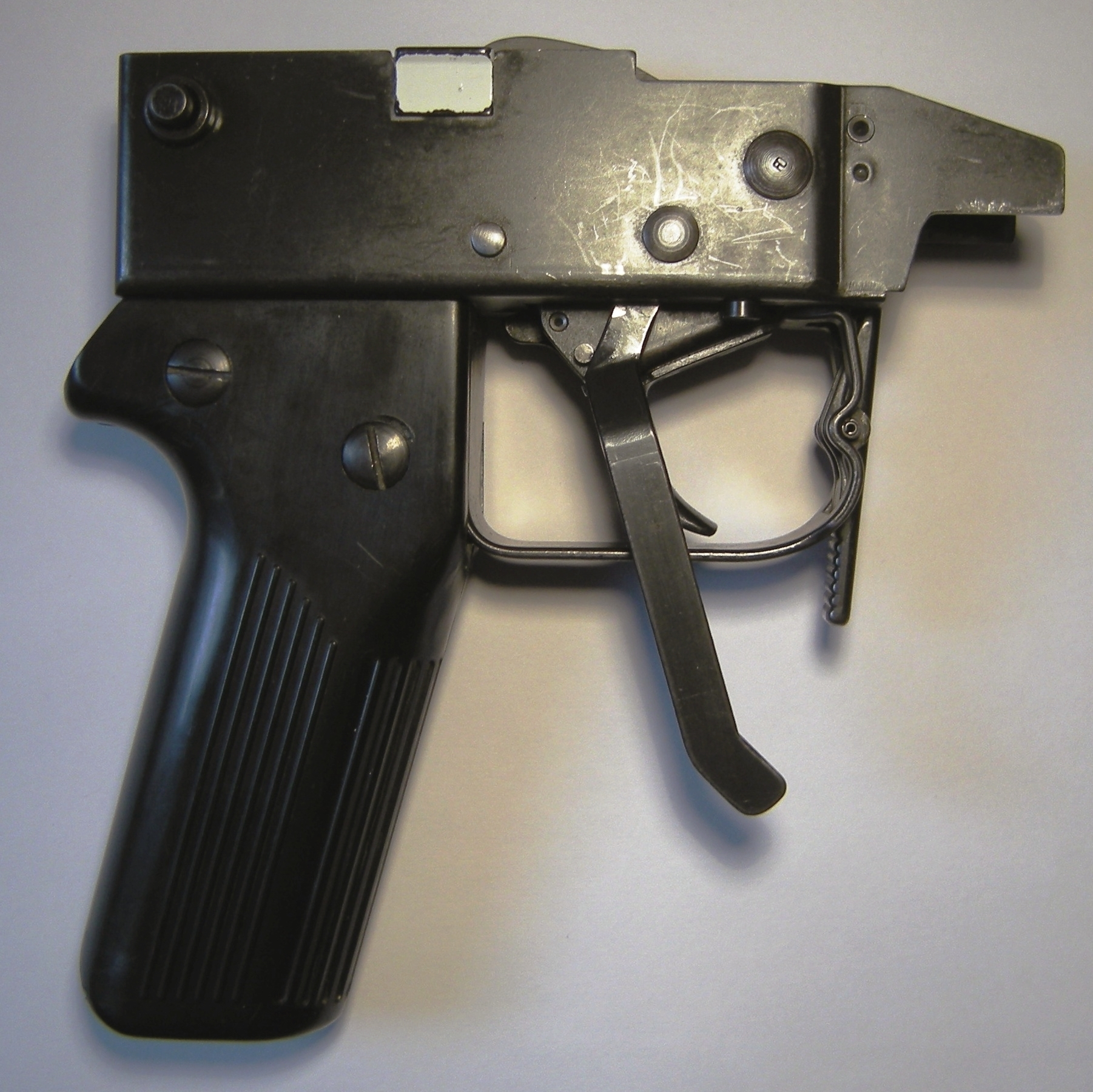
Gewehrgranaten- und Winterabzug, Sturmgewehr 57
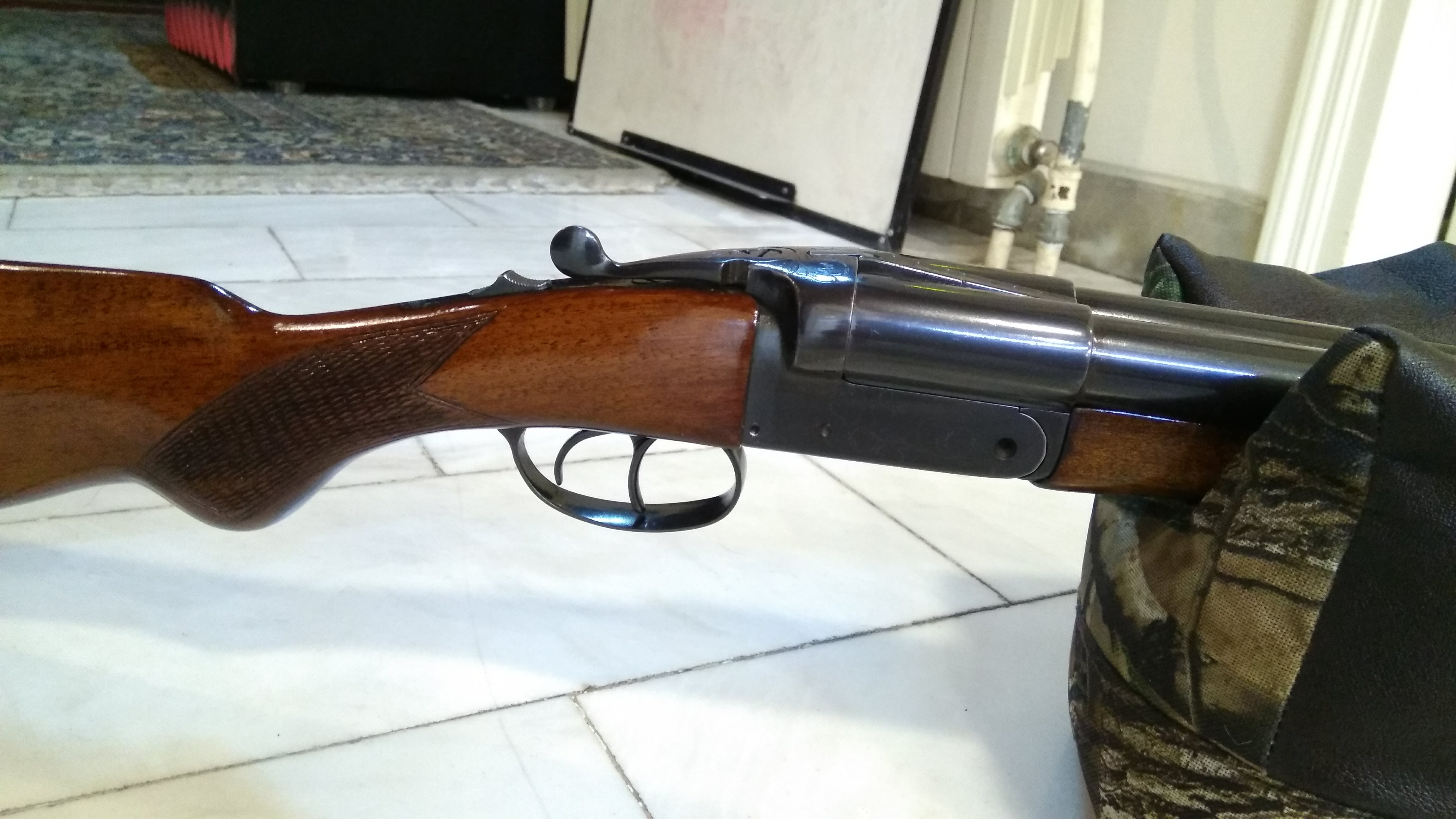
Doppelflinte mit Doppelabzug
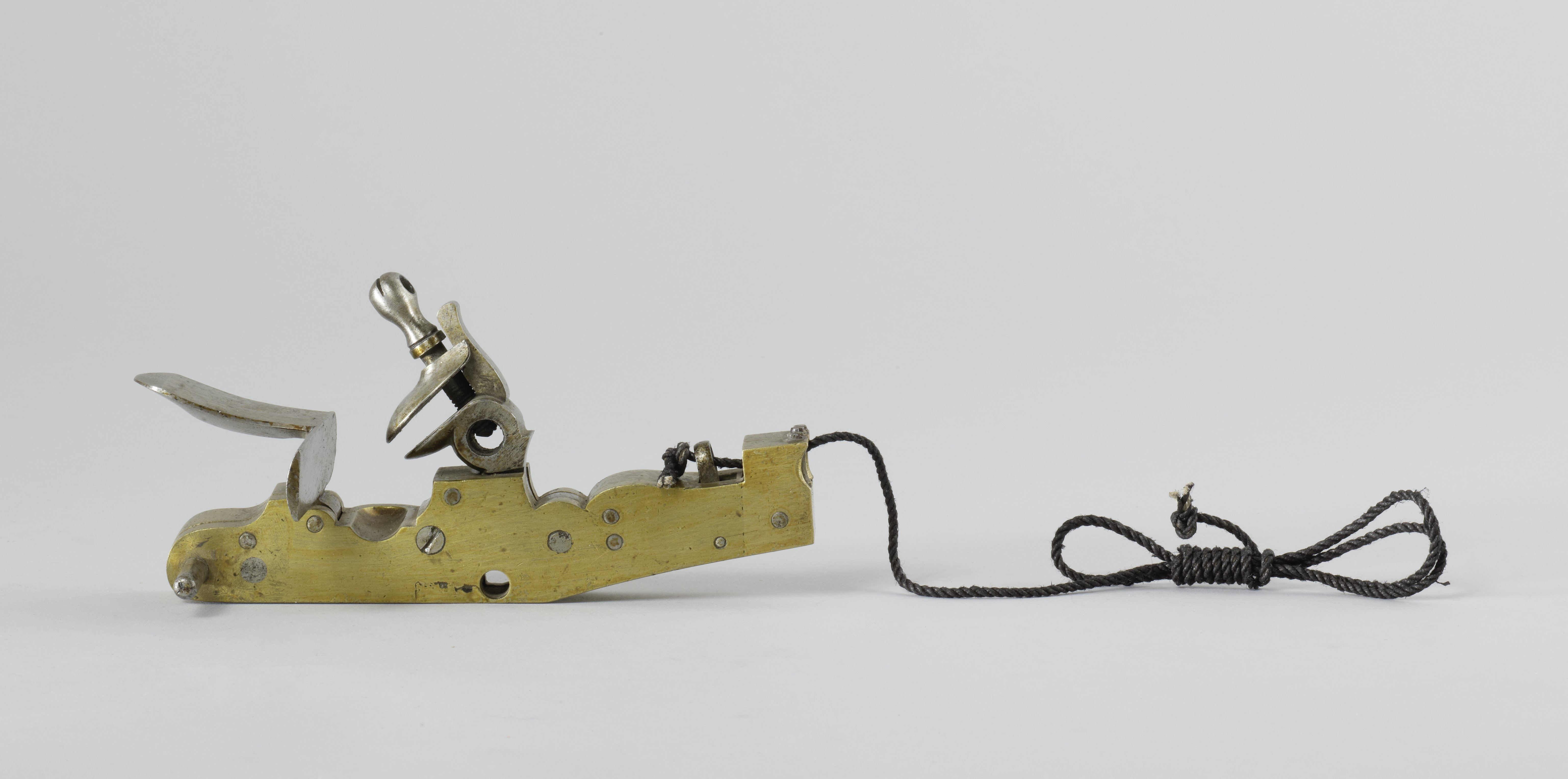
Steinschloss eines Geschützes mit Abzugsleine

## Abzug mit Feuerwahlfunktion

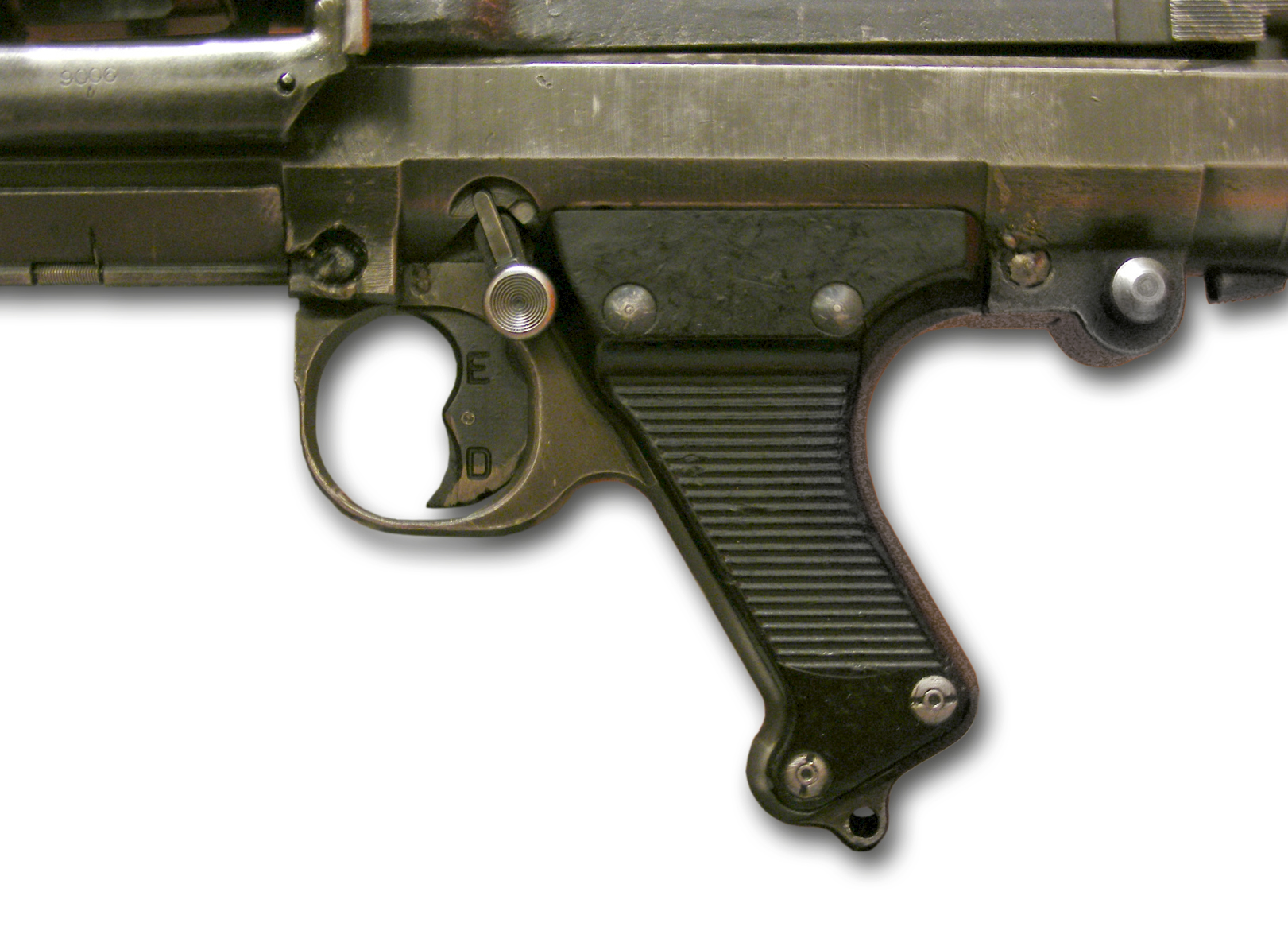
Zweiteiliger Abzug eines MG 34: Einzelfeuer oben, Dauerfeuer unten

Bei einigen Waffen ist im Abzug eine Feuerwahlfunktion integriert, womit der Schütze durch unterschiedliche Betätigung des Abzugs zwischen Einzel- und Dauerfeuer wählen kann.
Bei einem zweiteiligen Abzug, z. B. beim MG 34, feuert die Waffe Einzelschüsse, wenn man die eine Hälfte des Abzugs betätigt, während die andere Hälfte für Dauerfeuer genutzt wird.
Einige Waffen, z. B. das Steyr AUG, benutzen einen Abzug mit zwei unterschiedlichen Druckpunkten. Die Waffe schießt Einzelfeuer bei Erreichen des ersten Druckpunktes, Dauerfeuer bei Erreichen des zweiten Druckpunktes.

## Abzugsbügel
Bei Handfeuerwaffen ist das Abzugszüngel in der Regel durch einen Abzugsbügel gegen Berührung – und damit gegen unbeabsichtigte Schussauslösung – geschützt. Dieser Abzugsbügel kann Bestandteil des Rahmens bzw. des Griffstücks sein (siehe obige Zeichnung der M1911A1) oder aber angesetzt werden.
Der Abzugsbügel ist so bemessen, dass ein Finger hinein passt. Bei Waffen, die für den Einsatz bei Kälte vorgesehen sind, ist der Abzugsbügel größer, so dass die Waffe auch mit dicken Handschuhen geschossen werden kann. Bei manchen Waffen kann er deshalb abgeklappt oder abgebaut werden. Manche Waffen haben einen so großen Abzugsbügel, dass er die ganze Hand umschließt und so dem Schützen erlaubt, den Abzug auch mit einem Fausthandschuh zu bedienen.
Bei manchen frühen Pistolen und Revolvern ist unten am Abzugsbügel ein Fingerbügel angebracht. Auf diesen wird der Mittelfinger aufgesetzt, was einen präziseren Schuss erlaubt.
Bei Unterhebelrepetierern ist der Abzugsbügel integraler Teil des Repetierhebels.

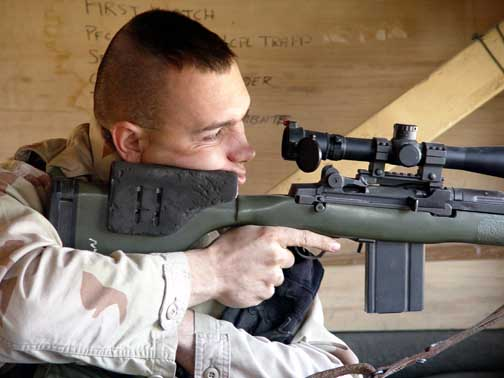
Zur Sicherheit legt der Schütze seinen Abzugsfinger auf den Abzugsbügel (engl. trigger discipline)
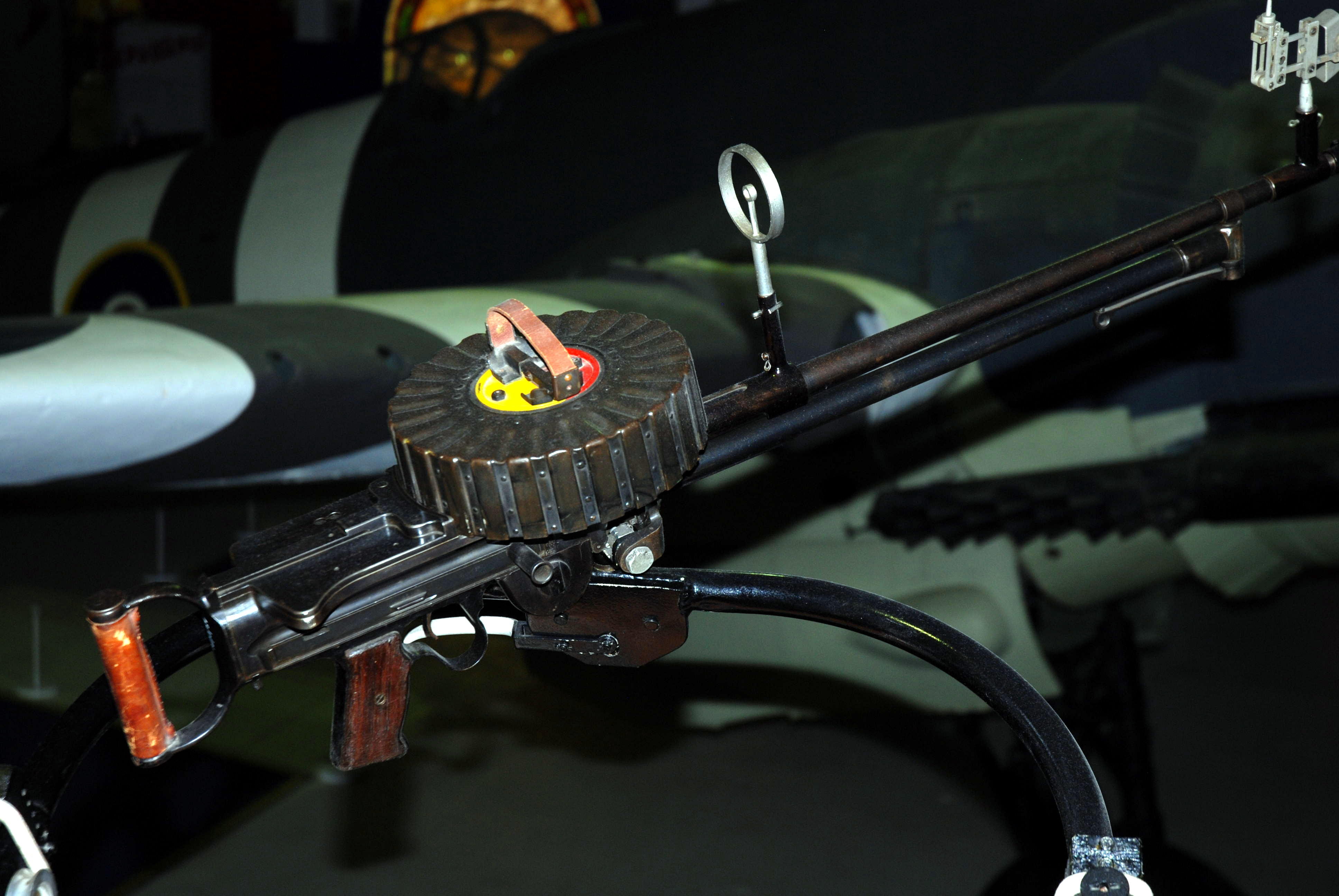
Lewis Gun mit vergrößertem Abzugsbügel
Steyr AUG mit Abzugsbügel für die ganze Hand
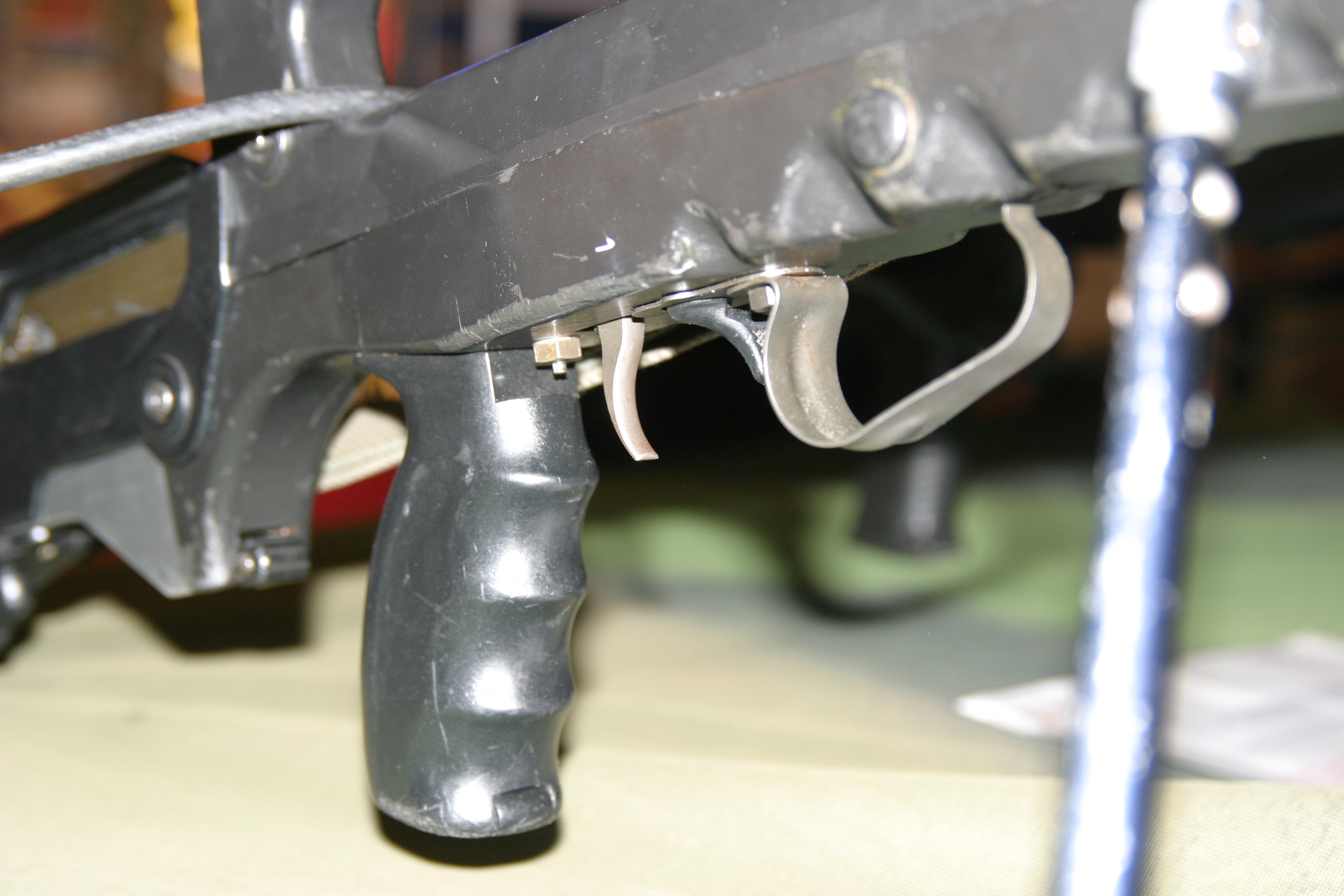
Der Abzugsbügel der FAMAS F1 kann nach vorne gedreht werden
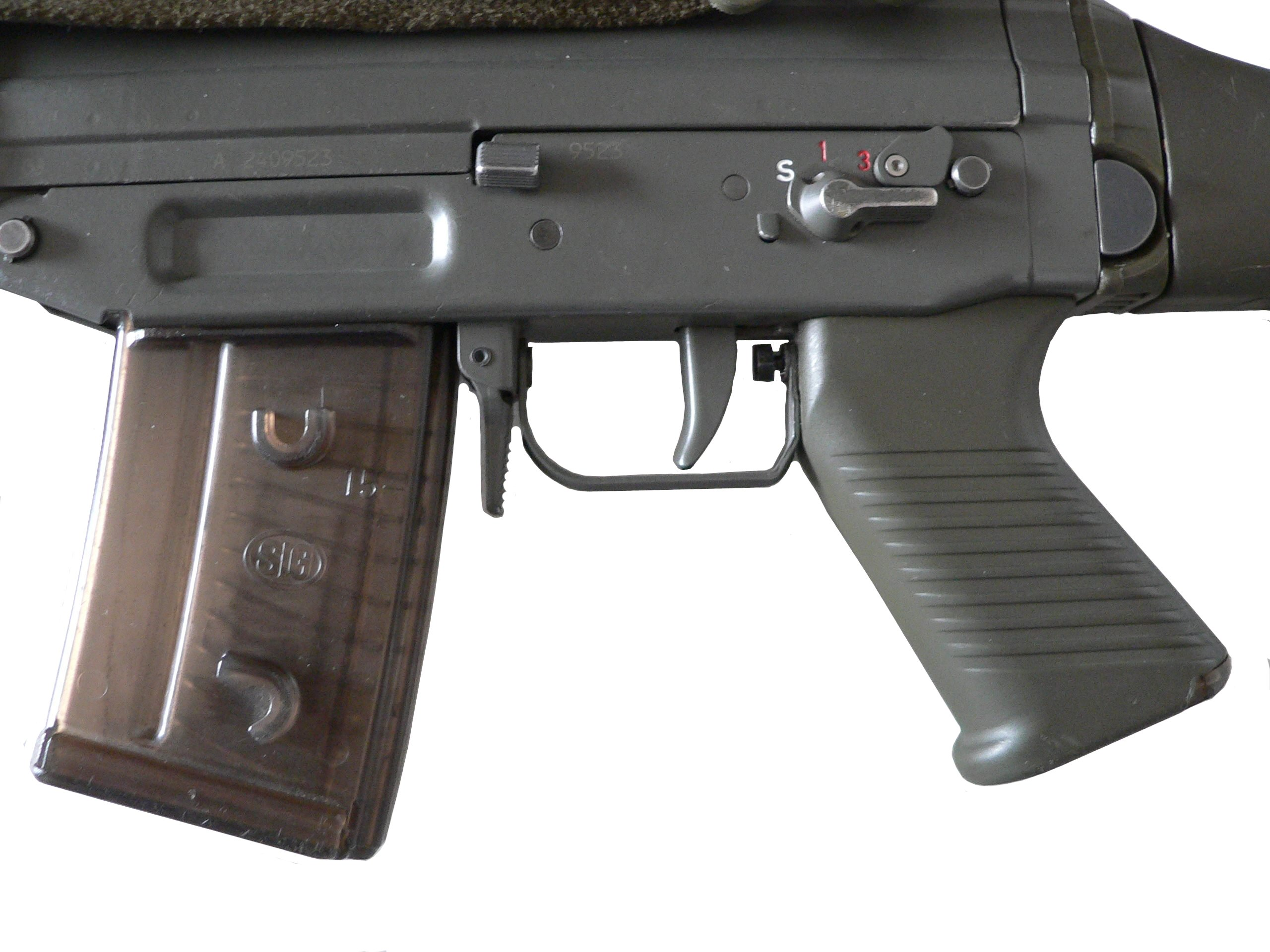
Der Abzugsbügel des SIG 550 ist um 90° nach links oder rechts drehbar
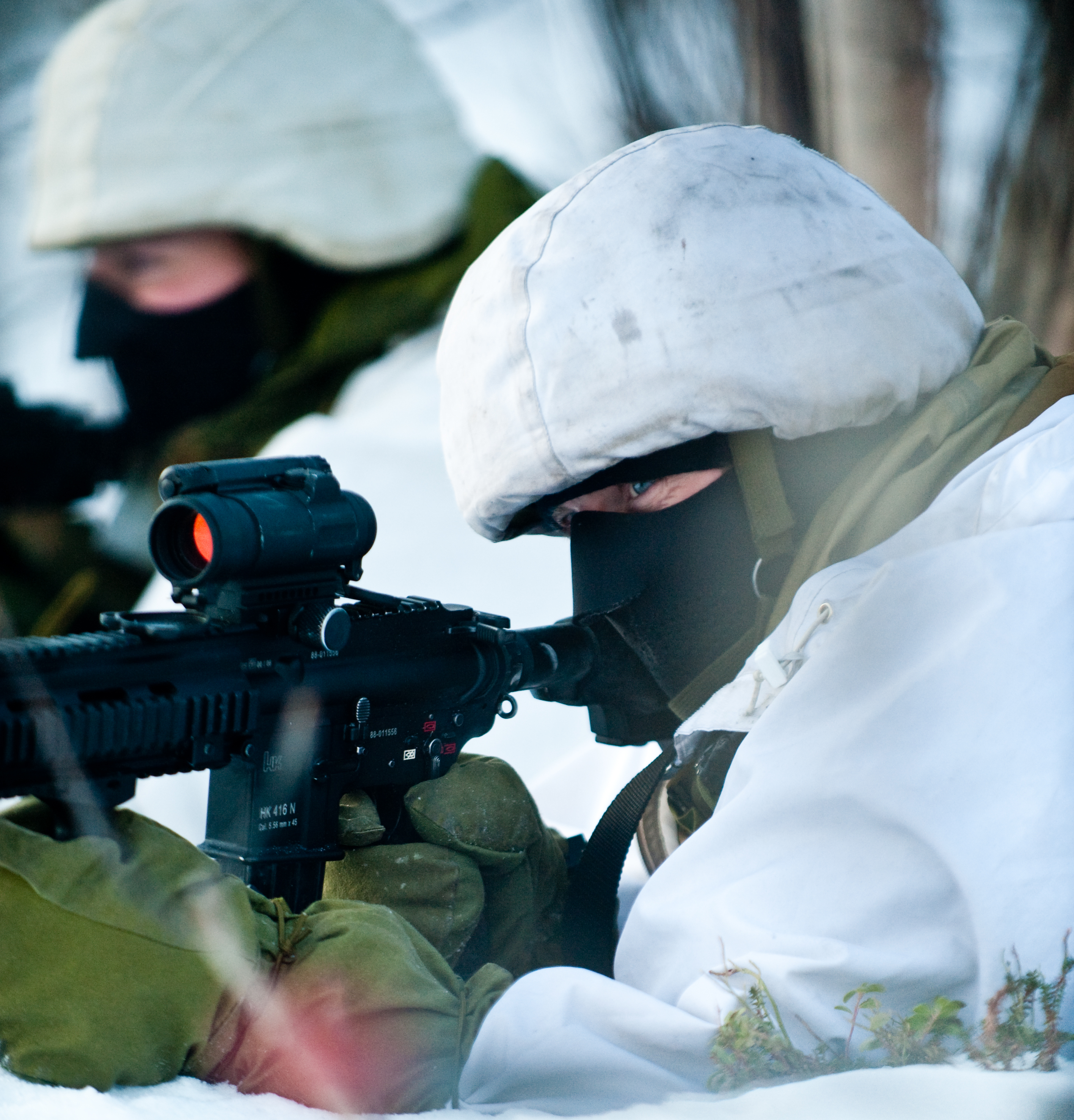
HK416 wird mit Winterhandschuhen bedient
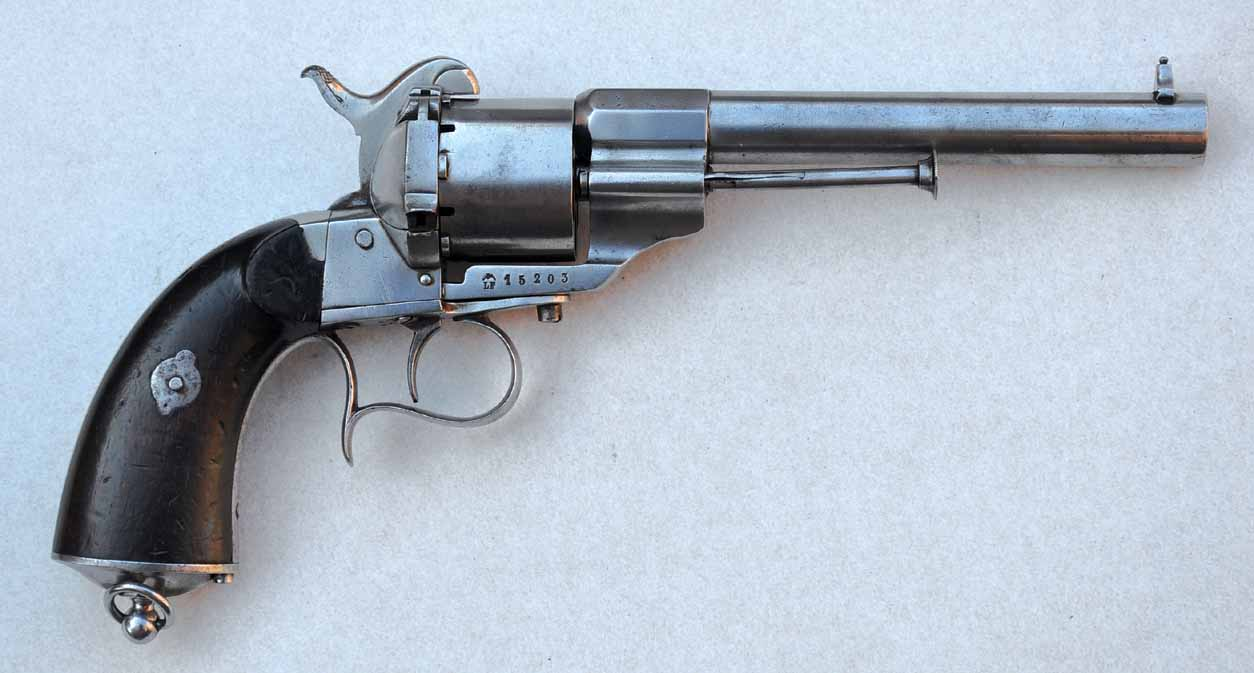
Lefaucheux-Stiftfeuerrevolver mit Fingerbügel
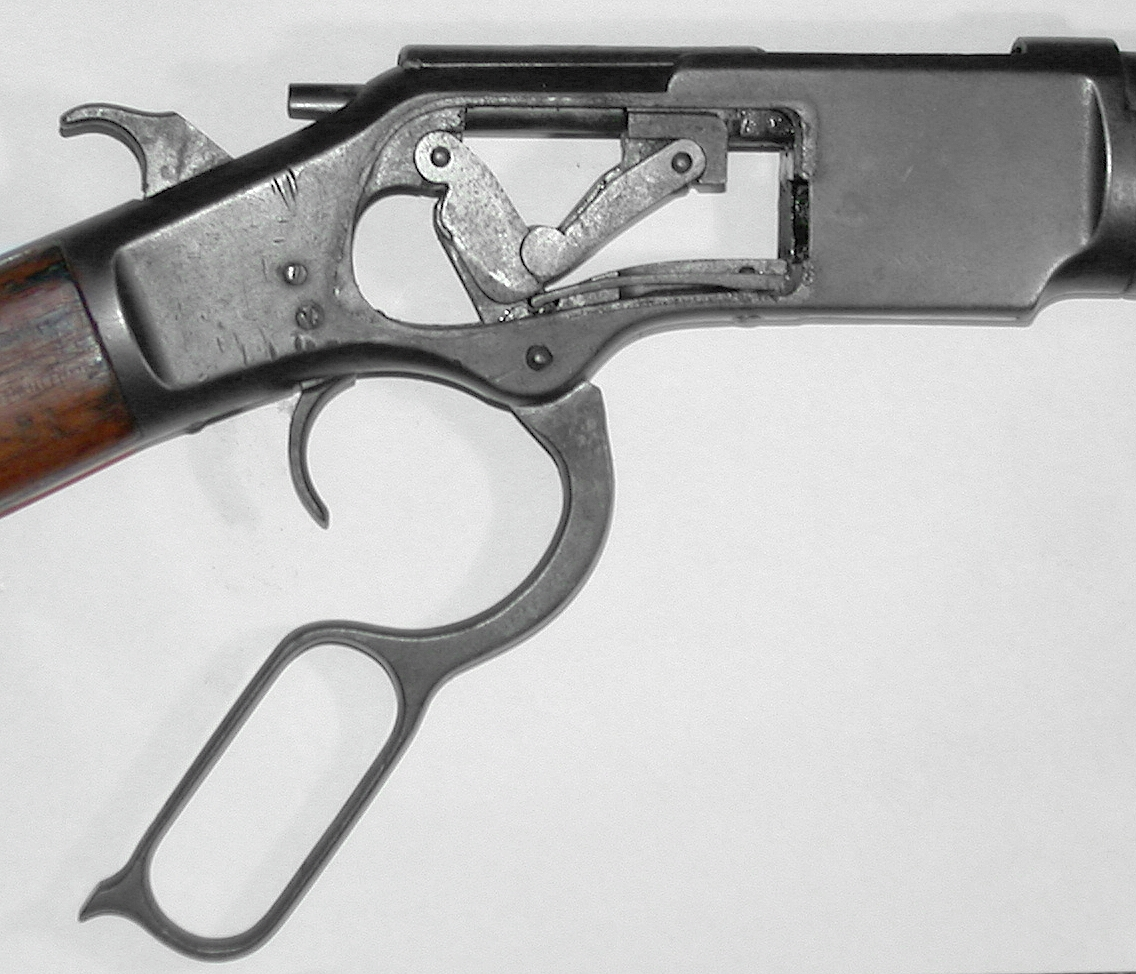
Winchester M1873 mit geöffnetem Repetierhebel

## Abzugsblech

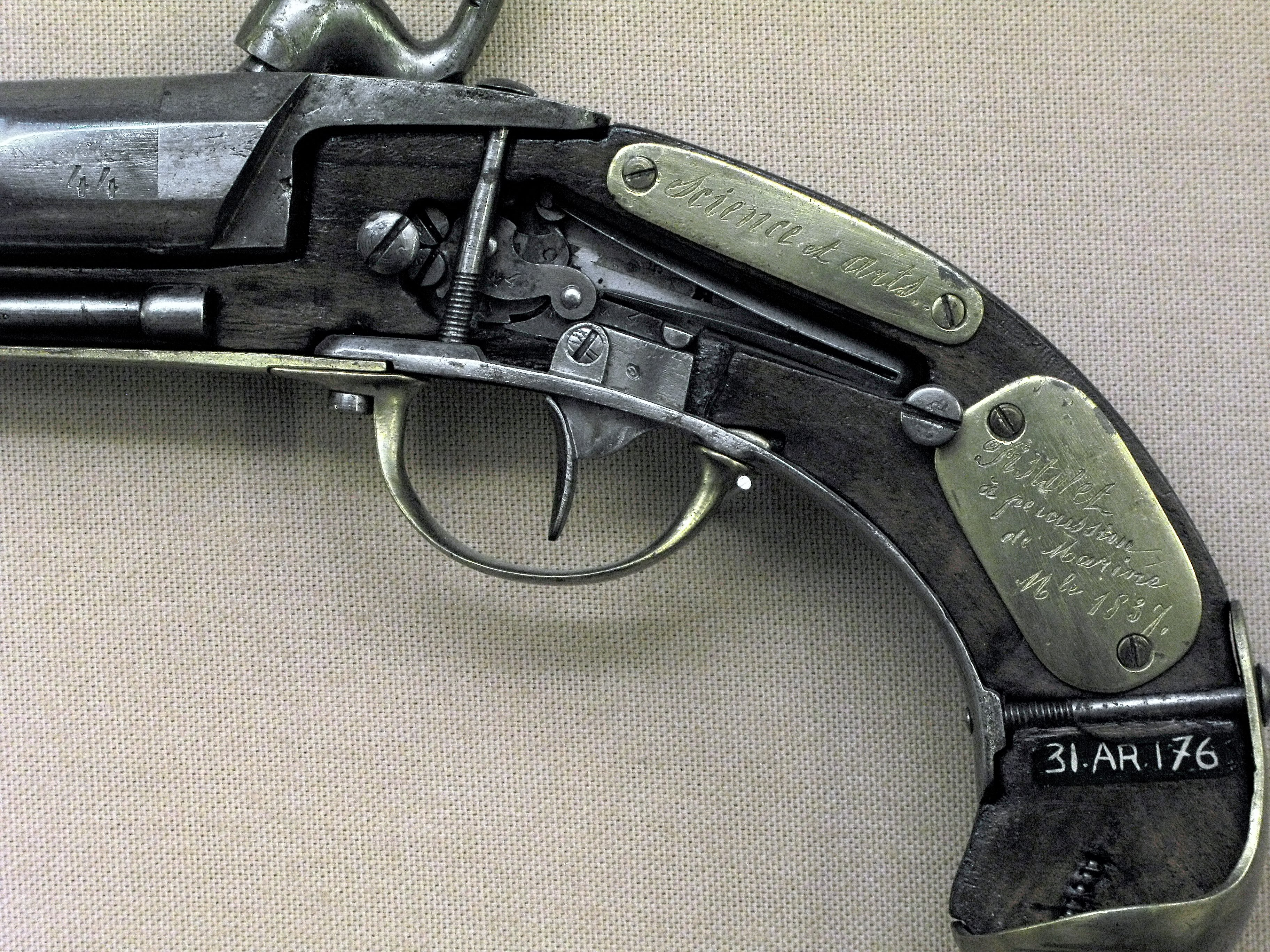
Abzugsblech sichtbar bei einem Schnittmodell einer Perkussionspistole

Das Abzugsblech (auch Abzugblech oder Züngelblech) ist ein Bauteil des Abzugs, welches vor allem bei Waffen mit einem Vollschaft vorkommt. Es befindet sich oberhalb des Abzugsbügels am Schaft und besteht in der Regel aus gehärtetem Gusseisen. Es gibt verschiedene Ausführungen mit verschiedenen Funktionen.
- Als Beschlag verstärkt das Abzugsblech die Verbindung mit dem Schaft. Mit der Schraubenmutter für die Kreuzschraube hält das Abzugsblech das Schwanzschraubenblatt und somit den Lauf am Schaft. Eine alternative bzw. zusätzliche Möglichkeit der Verbindung sind Holzschrauben, die das Abzugsblech direkt am Schaft halten.[10] Jedoch ist die Festigkeit der Verbindung mit Kreuzschraube gegenüber Schrauben im Schaft deutlich größer.[12]

- Bei manchen Ausführungen beschränkt ein senkrechtes Stoßblech das Eindringen des Ladestocks.[10]

- Oft dient es als Halterung für das Lager für den Stift, der die Drehung des Züngels ermöglicht.[10]

- Das Züngel ragt durch einen länglichen Einschnitt im Abzugsblech heraus.[10] Dieser Einschnitt gibt dem Züngel die nötige Führung, damit dieses nicht seitlich schwankt.[13][12]

- Bei manchen Konstruktionen wird der Abzugsbügel am Abzugsblech befestigt, indem er an einer Seite eingehängt wird.[13]

- Bei Waffen mit Verschlussgehäuse verschließt das Abzugsblech dieses von unten mit einer Schraube.[14]

## Abzugsvarianten

### Direktabzug (auch Flintenabzug)
Hier wird die Fingerkraft verzögerungsfrei auf die Schlageinrichtung übertragen; das Abzugsgewicht muss am Anfang überwunden werden. Alle mechanischen Übertragungswege sollten poliert sein, um die aufzuwendende Kraft so gering wie möglich zu halten. Eine schlechte Abzugsmechanik „kriecht“, d. h. der Abzug bewegt sich erst ein Stück nach hinten, bevor der Schuss gelöst wird, und/oder „hakt“. Hier ist eine veränderte Druckausübung auf den Abzug nötig, um den Schuss auszulösen.

### Druckpunktabzug

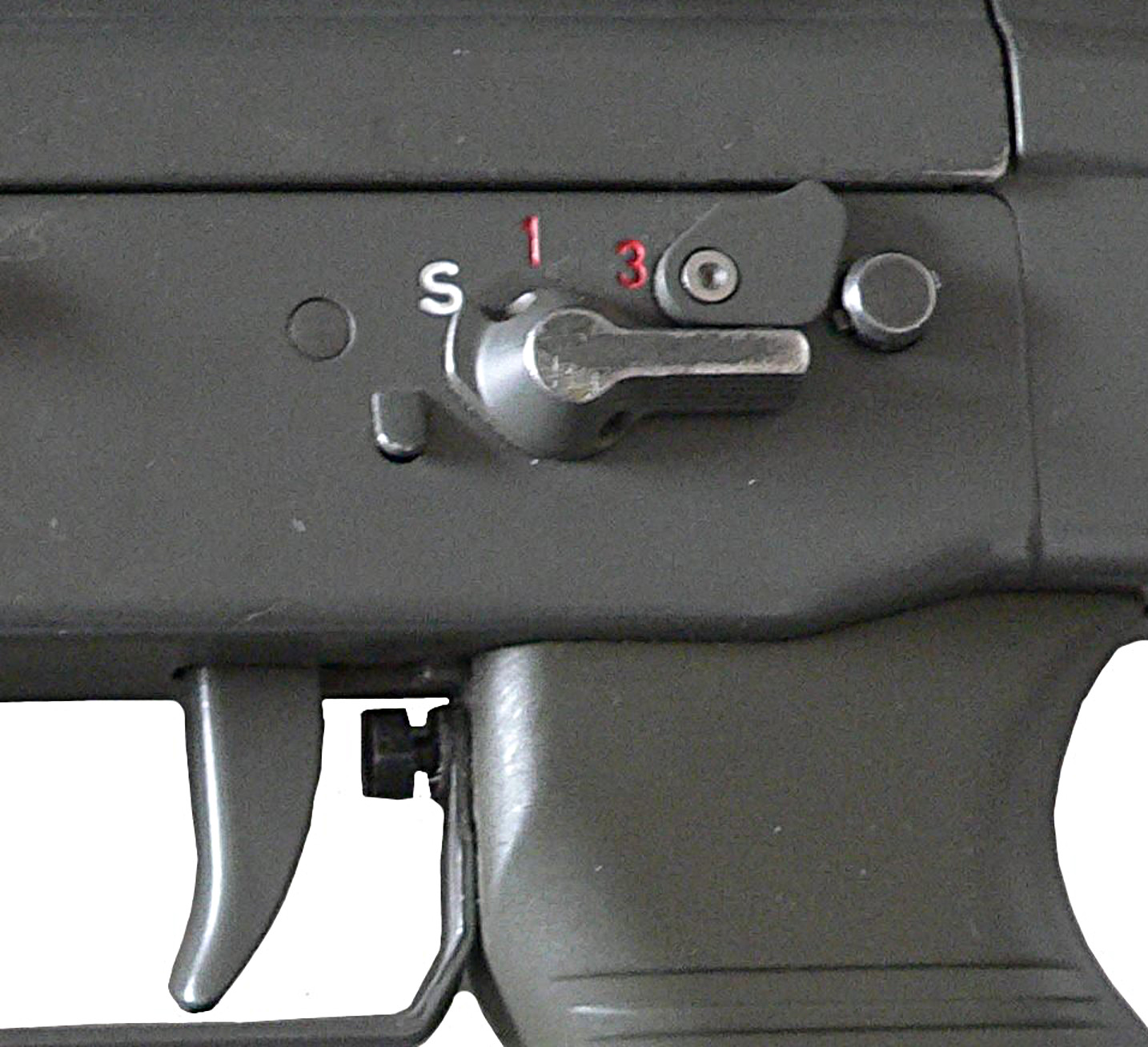
SIG 550 mit einstellbarem Druckpunktabzug

Im Gegensatz zum Direktabzug wird beim Druckpunktabzug die Fingerkraft nicht gleich auf die Schlageinrichtung übertragen. Erst muss das Vorzugsgewicht überwunden und der Abzug einen kurzen Vorzugsweg bis zum Druckpunkt zurückgezogen werden. Dann muss das höhere Druckpunktgewicht überwunden werden.

### Stecherabzug

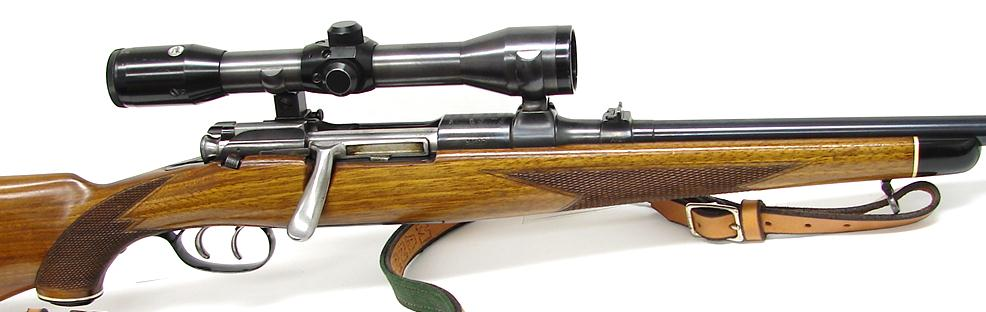
Mannlicher-Schönauer mit deutschem Stecherabzug

Diese Abzüge übertragen ihre Kraft indirekt, dadurch wird das nötige Abzugsgewicht gesenkt. Beim Stecherabzug wird durch „Einstechen“ eine Feder im Abzug vorgespannt, die dann durch einen nur leichten Druck auf den Abzug entspannt wird. Die Energie der vorgespannten Stecherfeder wiederum löst den Schlagbolzen aus.

### Anti-Stress-Abzug
Als Anti-Stress-Abzug bezeichnet man einen Abzug bei Faustfeuerwaffen, der die versehentliche Schussauslösung in Stresssituationen verhindern soll, da Menschen – hier der Waffenträger – in solchen Situationen zum Verkrampfen der Hände neigen und so bereits bei gezogener Waffe ungewollt einen hohen Druck auf den Abzug ausüben. Zudem kann es auch zum Zittern der Fingermuskulatur kommen.
Um zu verhindern, dass sich in Bereitschaftssituationen ein Schuss ungewollt löst und möglicherweise zu schweren oder gar tödlichen Verletzungen führt, gibt es verschiedene Ansätze:
Anti-Stress-Abzug
Die Firma Walther benutzt einen Abzug, bei dem für den ersten Schuss ein hohes Abzugsgewicht zu überwinden ist. Für nachfolgende Schüsse ist das Abzugsgewicht reduziert (vgl. Single Action), dafür ist der vom Abzug zurückzulegende Weg sehr lang ausgelegt. Zittrige Finger bewegen sich nicht so weit. Dieses Konstruktionsprinzip wird im angestrebten Sicherheitsgewinn den teilvorzuspannenden DAO-Systemen allgemein als unterlegen eingeschätzt und hat sich wegen weiterer bauartbedingter Nachteile gegen diese nicht durchsetzen können.
Teilvorzuspannendes DAO
Das weiterführende Sicherheitsabzugskonzept für moderne Selbstladepistolen stellen die verschiedenen teilvorzuspannenden DAO-Systeme dar. Bekanntester Entwickler und Marktführer ist hier die Firma Glock mit dem sogenannten Safe Action System (siehe unten, Abzugssysteme).

## Abzugsysteme

### SA – Single Action

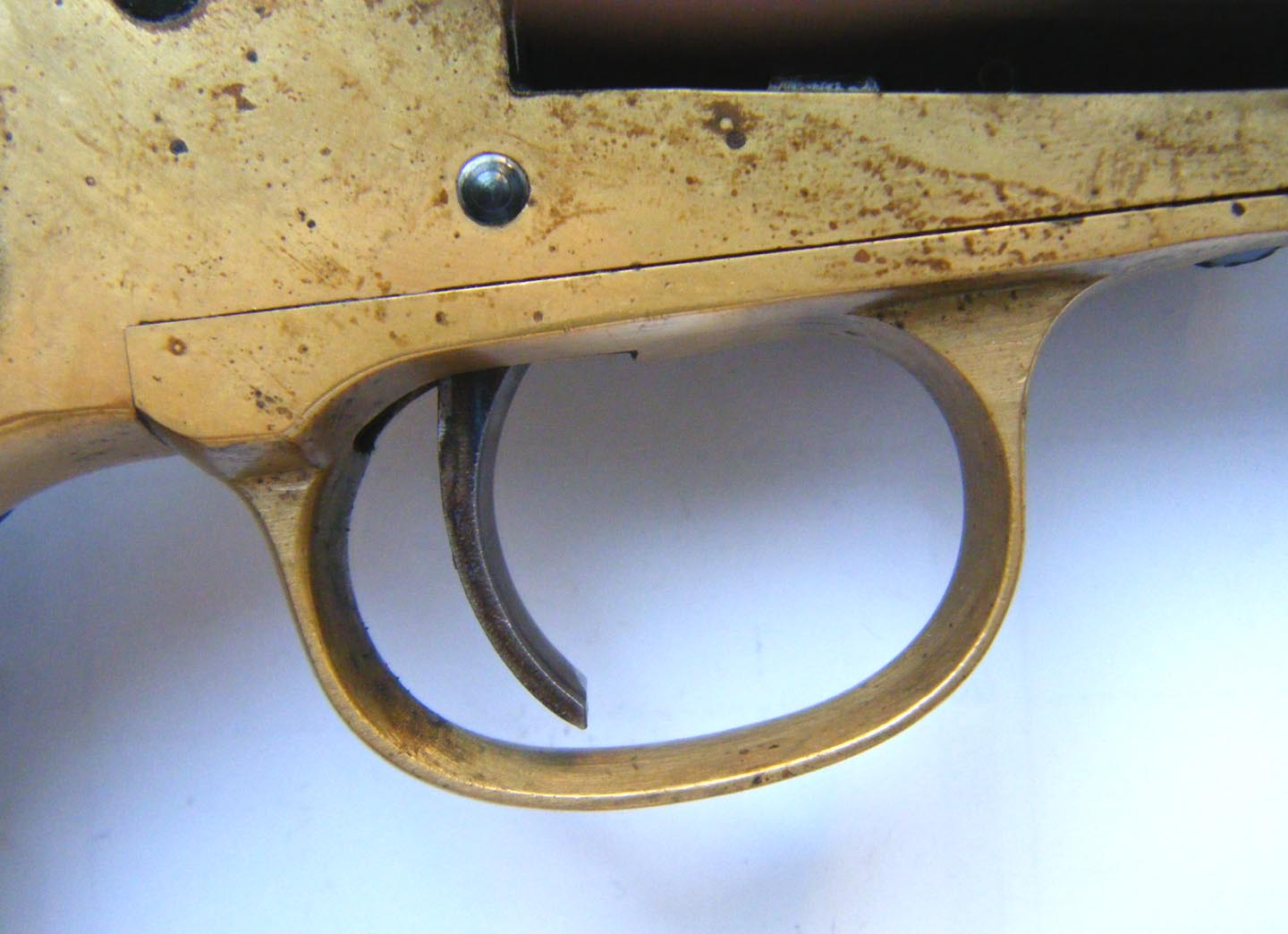
Single-Action-Abzug

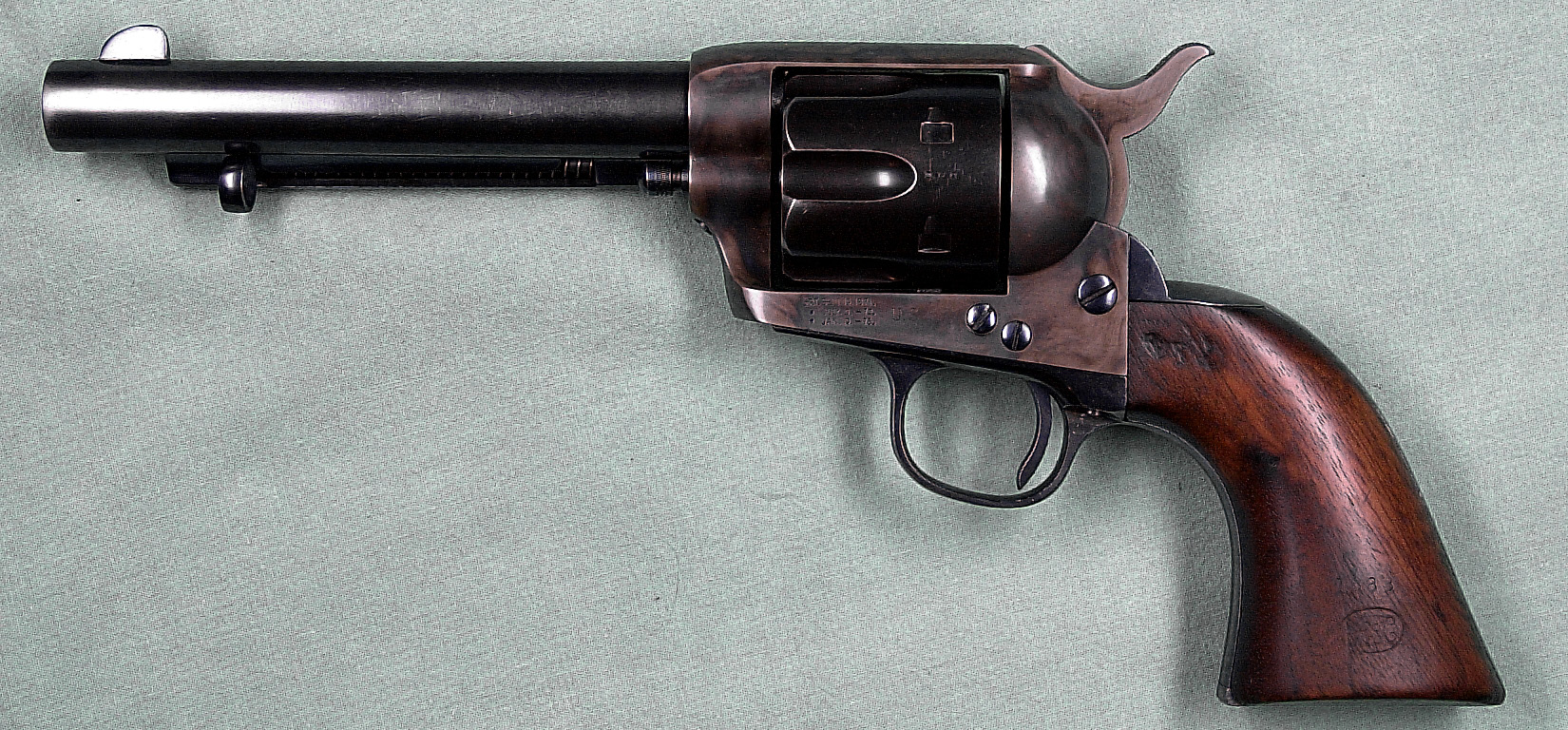
Colt Single Action,
hinten auf der Trommel Einfräsungen zur Trommelarretierung

Der Single-Action-Abzug, auch Direkt-Abzug genannt, ist das einfachste Abzugssystem. Hier wird nur der bereits gespannte Schlagbolzen ausgelöst, ohne sonstige mechanische Teile wie beispielsweise die Trommel des Revolvers zu bewegen. Vor dem nächsten Schuss muss der Hahn stets (von Hand oder durch das Waffensystem) neu gespannt werden.
Dies ist das älteste Abzugssystem, bereits Luntenschloss-, Steinschloss- und Perkussionswaffen sowie die ersten Colt-Revolver für Patronenmunition waren reine Single-Action-Waffen. Daher kommt auch die aus Westernfilmen bekannte Revolverhaltung auf Gürtelhöhe, bei der die Handkante der zweiten Hand von oben auf den Hahn schlägt – dadurch wurde die Trommel gedreht und der Hahn gespannt, während der Zeigefinger der anderen Hand den Abzug gedrückt hielt, was schnelle Schussfolgen erlaubte. Allerdings ist anzunehmen, dass diese Art der Schussabgabe nur in Westernfilmen angewandt wurde, da damit der Schlossmechanismus und die Trommelarretierung überbeansprucht wurden.
Bei Selbstladepistolen war zunächst der Single-Action-Abzug gebräuchlich. Entweder löste er den Schlagbolzen oder bei den meisten Pistolen einen Hahn aus. Diese Konstruktionen waren ursprünglich dafür vorgesehen, mit gespanntem Hahn und aktivierter Sicherung getragen zu werden, was bei vielen Anwendern Bedenken auslöste.

### DA – Double Action

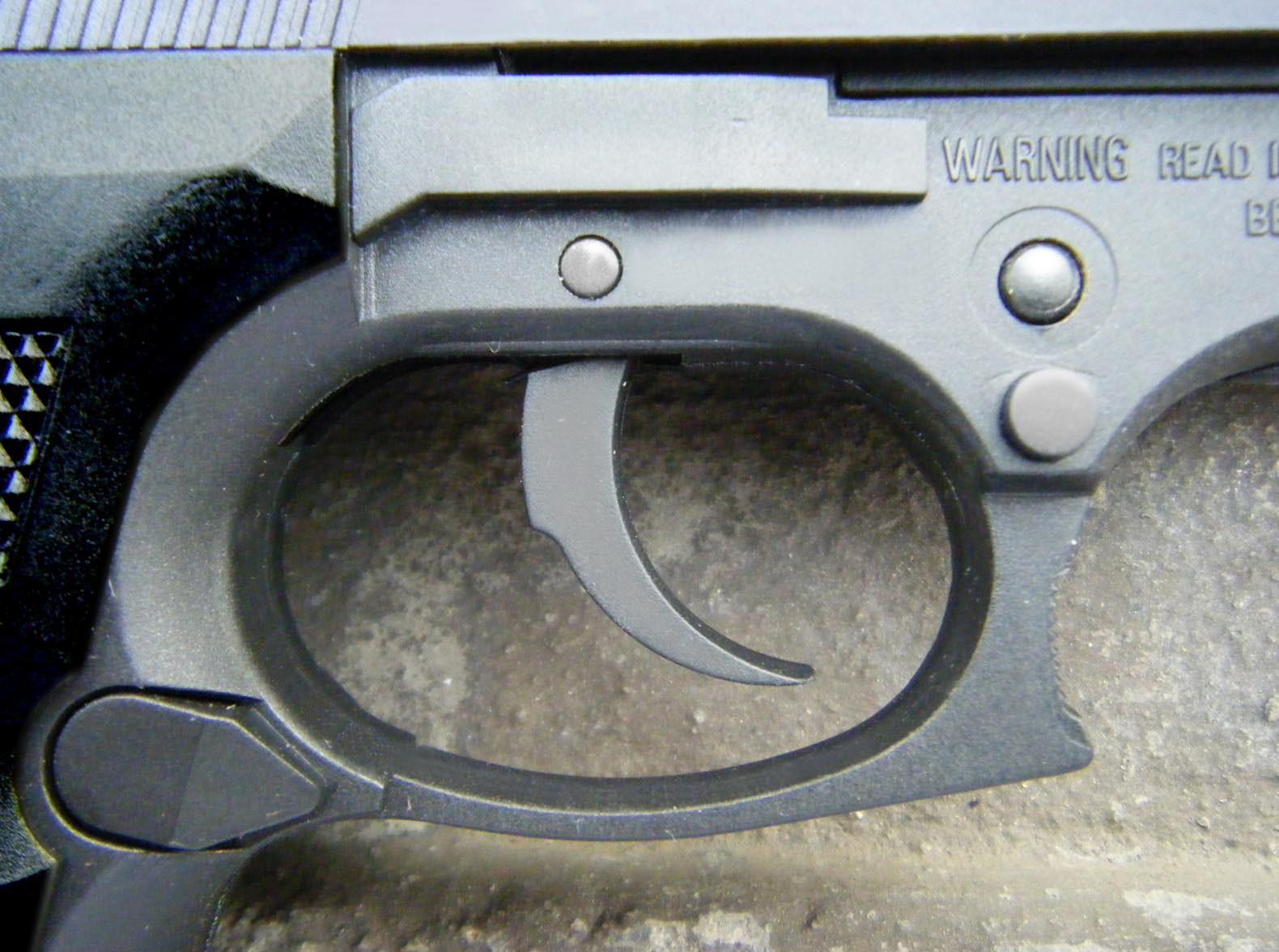
Double-Action-Abzug an einer Taurus PT92

Der Double-Action-Abzug („Double“ für zwei ausgelöste Vorgänge), auch als DA/SA (Double Action/Single Action) oder Spannabzug bezeichnet, ist eine Weiterentwicklung des Single-Action-Abzuges. Durch Betätigung (Ziehen) des Abzugs wird der Hahn gespannt, bis sich der Schuss löst. Ein vorheriges Spannen des Hahnes ist nicht notwendig, aber manuell möglich. Bei Revolvern wird zusätzlich die Trommel weitergedreht. Bei Pistolen wird jeder weitere Schuss entsprechend dem Single-Action-Abzug ausgelöst.
Bei der „Little Tom“ von Alois Tomiska gab es 1908 dann den ersten Double-Action-Abzug einer Selbstladepistole, der es erlaubte, die Waffe schussbereit mit entspanntem Hahn zu tragen. War dem Tschechen Tomiska noch kein kommerzieller Erfolg beschieden, wurde mit der Walther PP dieses Prinzip ab 1929 bekannt. Heute ist es bei den meisten Pistolen verbreitet. Nachteil dieses Systems ist der erheblich höhere Abzugswiderstand bei Abgabe des ersten Schusses (gegenüber einem Single-Action-System) und der Umstand, dass der Abzugswiderstand zwischen dem ersten Schuss und den weiteren Schüssen deutlich differiert, was das Abkommen (die Schusspräzision) nachteilig beeinflusst.

### DAO – Double Action Only

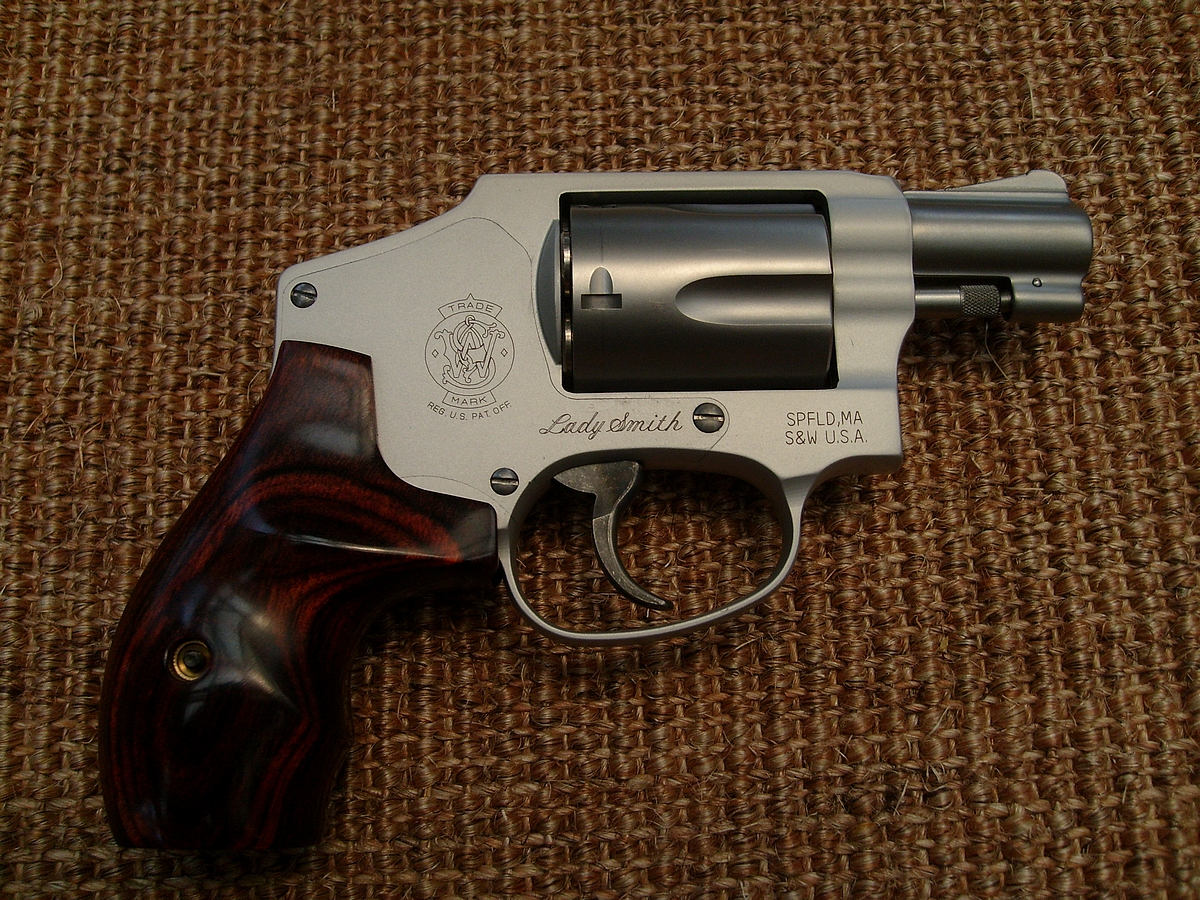
Smith & Wesson Model 642 Ladysmith mit Double-Action-Only-Abzug

Beim Double-Action-Only-System (DAO) oder Spannabzug ist das Spannen und Abschlagen des Hahnes nach dem vorherigen Einrepetieren einer Patrone in das Patronenlager nur durch das Betätigen des Double-Action-System-Abzugs möglich. Ein Vorteil der DAO-Bauart ist die Möglichkeit, die Waffe ungespannt und ohne weitere Sicherungsbetätigung sofort schussbereit führen zu können, sowie der gleichbleibende Abzugswiderstand bei jedem Schuss.
Frühe Beispiele hierfür sind der Bündelrevolver Mariette (1836) sowie der Revolver Adams Modell 1851, beides Perkussionswaffen.
Zwischen 1886 und 1937 stellte die Firma Smith & Wesson sogenannte „Hammerless Model“-Kipplaufrevolver in Kalibern zwischen .42 und .44 her, die mit einer Handballensicherung versehen waren. Eine nächste Variante von S & W DAO-Revolvern waren die von 1952 bis 1974 hergestellten „Centennial Model 40“- und „Model 42 Airweight“- Revolver mit ausschwenkbarer Trommel und einer Handballensicherung. Das Model 42 „Centennial Airweight“ wurde anfangs mit einem Rahmen und einer Trommel aus einer Aluminiumlegierung hergestellt, spätere Modelle hatten eine Stahltrommel. Das Model 40 bestand aus Stahl.

### Teilvorzuspannende DAO-Systeme

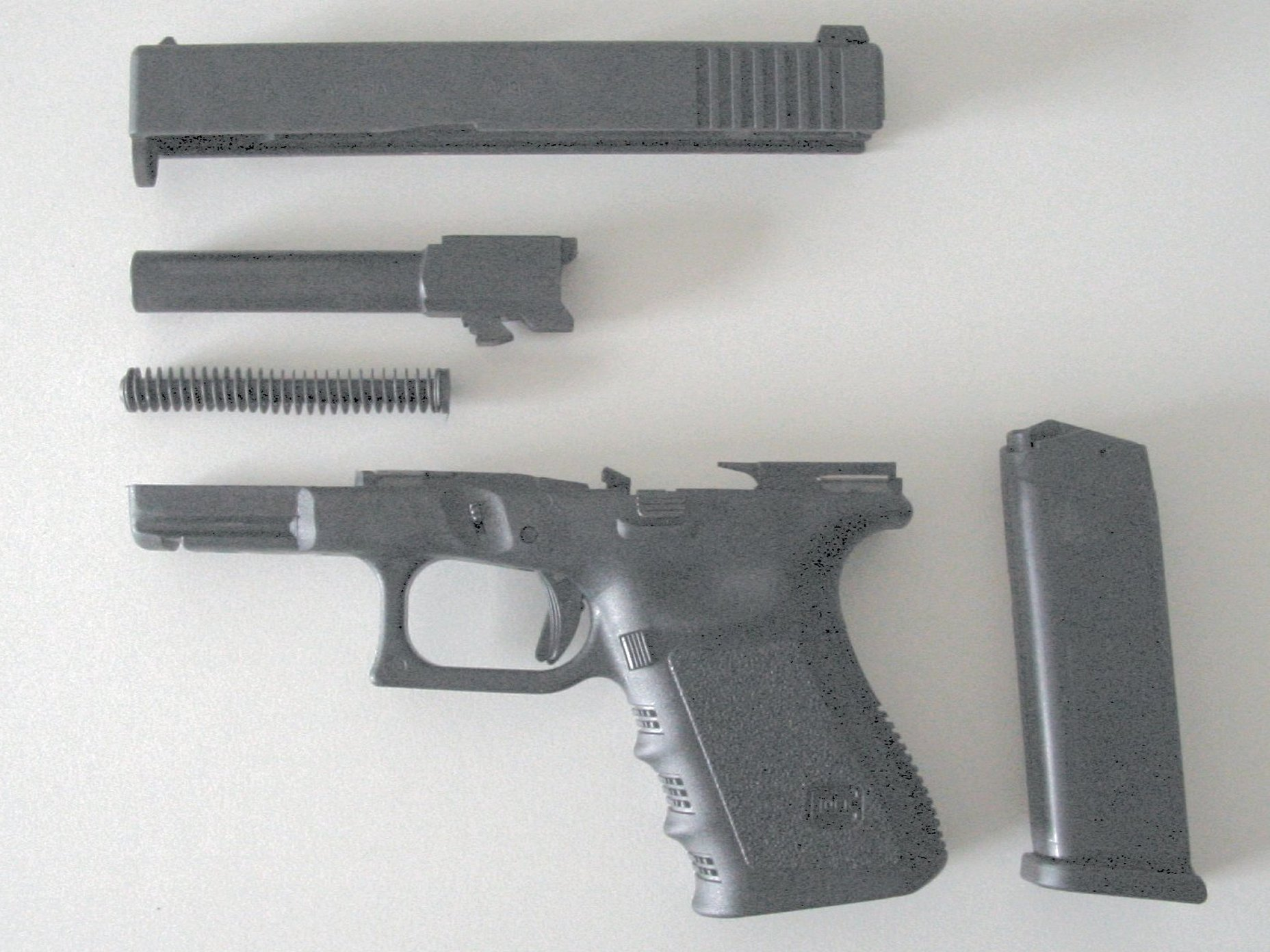
Teilvorzuspannendes System bei einer Glock 19

Die teilvorzuspannenden DAO-Systeme stellen den Stand der Technik bei den Gebrauchspistolen dar. Bei einem teilvorzuspannenden DAO-Abzugssystem wird die Schlagfeder durch das Zurücklaufen des Schlittens lediglich teilvorgespannt. Eine so teilvorgespannte Waffe – in der Regel eine Pistole – wird nun erst durch die Abzugszüngelbetätigung im Moment der Schussabgabe sowohl vollgespannt und dann sogleich der Schuss ausgelöst, die Feder also wieder teilentspannt. Das Abzugssystem fällt somit im Moment der Schussabgabe sofort in den sicheren teilvorgespannten Zustand zurück. Aus diesem Funktionsprinzip heraus ergeben sich mehrere erwünschte Eigenschaften für die Waffenführung:
- Zur Überwindung des restlichen Federspannungsweges bei der Schussabgabe ist weniger Kraftaufwand durch den schussauslösenden Finger notwendig. Der Abzugswiderstand ist für den Schützen schon beim ersten – womöglich entscheidenden – Schuss so niedrig wie bei den Folgeschüssen, was das Abkommen (Schusspräzision) erheblich verbessert.
- Das teilvorgespannte System kann konstruktionsbedingt nur durch die Abzugsbetätigung in einen vollgespannten und damit schussauslösenden Zustand versetzt werden. Sicherungsversagen, wie sie durch ungewollte schussauslösende Schlagbolzenfreigabe bei vollgespannten Systemen auftreten können, sind mit teilvorgespannten Systemen ausgeschlossen.
- Ungewollte Schussabgaben durch unter Stress zugleich zu bedienende manuelle Sicherungen, Entspannhebel und Abzugszüngel entfallen hier, da allein der Abzugszüngel zu betätigen ist und zudem durch eine geteilte Abzugszüngelausführung sein Auslösen durch Fremdkörper anstelle des Fingers erschwert wird.

Umgesetzt wird das Prinzip des teilvorgespannten DAO durch die Nutzung der beim Zurücklaufen des Schlittens vorhandenen Kraft, gleichgültig ob sie durch die Schussabgabe aufgebaut oder vom Waffenbediener durch das Zurückziehen des Schlittens beim Durchladen (Repetieren) eingebracht wird.
Aufgrund dieses Konstruktionsprinzips kann die Waffe immer sicher und dennoch im höchsten Bereitschaftszustand befindlich geführt werden. Fehl- oder Bedienungsverzögerungen wegen der in anderen Systemen nötigen Betätigung weiterer Sicherungselemente werden im Fall der stressbesetzten Schussabgabe beim teilvorgespannten System ausgeschlossen.
Bei modernen Selbstladepistolen dominieren heute die teilvorzuspannenden Abzugssysteme den Markt, dies allerdings unter verschiedenen Bezeichnungen.
- Glock, Marktführer auf dem Gebrauchspistolenmarkt und Entwickler dieser Abzugsbauart, stellt unter der Bezeichnung „Safe Action“ den Sicherheitsaspekt des teilvorzuspannenden Systems in den Vordergrund. Die teilvorzuspannende Glock-Pistole kann nicht durch ungewollte Betätigung einer Sicherung oder das Fallenlassen der Waffe versehentlich ausgelöst werden. Bei diesen Systemen werden nur interne Sicherungen verwendet, die allein über die Abzugszüngelbetätigung freigegeben werden. Allerdings ist das Glock-Abzugssystem kein DAO-System, sondern ein Single-Action-Only-System, welches im geladenen Zustand teilvorgespannt ist; die abgeschlagene Waffe (z. B. nach einem Zündversager) kann nicht über den Abzug (vor-)gespannt werden. Das (Vor-)Spannen kann bei einer Glock-Pistole ausschließlich durch eine Repetierbewegung des Schlittens erfolgen (gleiches Prinzip verwendet Heckler & Koch in den Pistolen der SFP9 (VP9) -Serie; anders hingegen Walther P99/PPQ; hier ist das Spannen der abgeschlagenen Waffe über den (DA-)Abzug möglich).[18]
- Als New-York-Trigger hingegen bezeichnet Glock zwei verschiedene, verstärkte Abzugsfedern für Glock-Pistolen, die erstmals bei der Umstellung der Polizei von New York City von Revolvern auf Glock-19-Selbstladepistolen anstelle der sonst üblichen Abzugsfeder von Glock verbaut wurde. Damit wurde zwar mit dem deutlich höheren und nicht präzisionsförderlichen Abzugswiderstand einer der konstruktiven Nachteile des Revolvers „künstlich“ auf die Pistole übertragen; mit dieser Maßnahme wurde aber den langjährig mit Revolvern ausgebildeten und ausgestatteten Polizisten die Gewöhnung an die Pistole erheblich erleichtert. Ein „Anti-Stress-Abzug“ im oben beschriebenen Sinn ist der New-York-Trigger nicht. Er biete jedoch die Möglichkeit, Waffenträgern, die abwechselnd mit Revolvern und Pistolen umgehen müssen, einen gleichbleibenden Abzugswiderstand anbieten zu können, was im Stressfall durchaus sicherheitsförderlich ist.
- Die Firma Walther bezeichnet ihre teilvorzuspannenden Systeme als Quick-Action-Trigger. Zum Einsatz kommt dieses Abzugssystem in der Walther P99 Ausführung P99 QA.
- Heckler & Koch LEM (Law Enforcement Modification), auch CDA genannt (Combat Defence Action).
- Die Steyr Mannlicher Variante, das teilvorgespannte Reset Action System, wird aktuell in den Steyr-M-A1- und S-A1-Pistolen verbaut.
- Die SIG-Sauer GmbH bietet ihre Variante unter der Bezeichnung Double Action Kellermann / DAK an, verbaut in mehreren Modellen. Auch beim System DAK ist die Waffe stets mit einem konstanten Abzugsgewicht teilvorgespannt, ähnlich dem Safe-Action-System der Glock.